# Cabourg
Cabourg est une commune française située dans le département du Calvados, région Normandie.
Ville de villégiature de Marcel Proust qui aimait résider dans « son » Grand Hôtel, la commune est une importante station balnéaire au bord de la Manche et a été un lieu de rendez-vous de la grande bourgeoisie européenne, principalement française, anglaise, belge, suisse et russe durant la Belle Époque et l'entre-deux-guerres. Son front de mer se couvre d'hôtels dans les années 1920.
Elle est peuplée de 3 654 habitants, les Cabourgeais.

## Géographie

### Situation
Cabourg est une ville balnéaire normande de la Côte Fleurie située entre Caen et Deauville au sud de la baie de la Seine. La ville est située en bord de mer et en bord de la Dives. Elle se situe aux portes du pays d'Auge.

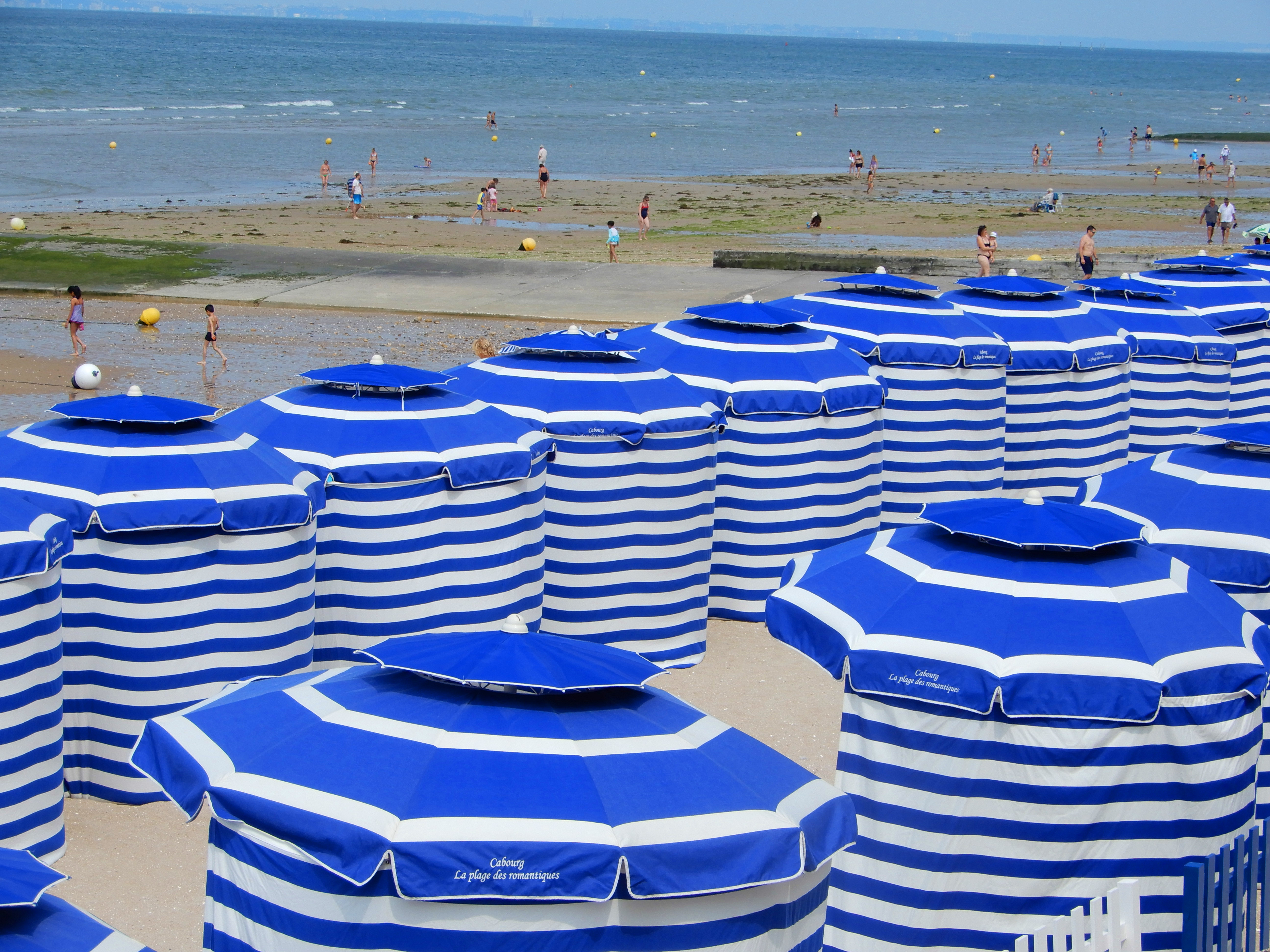
Cabourg - La plage, été 2018.
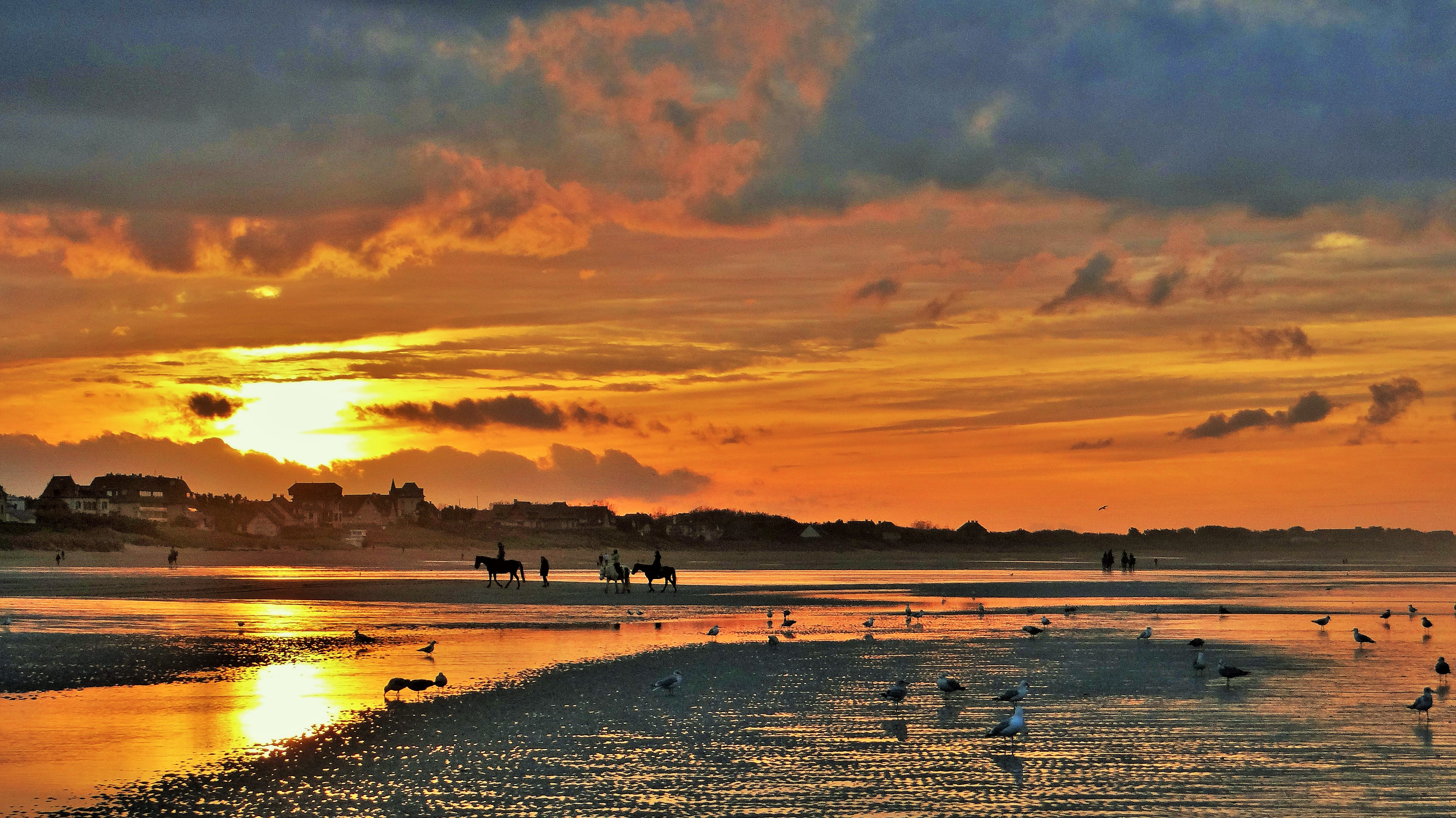
La plage de Cabourg, un soir. Octobre 2022.
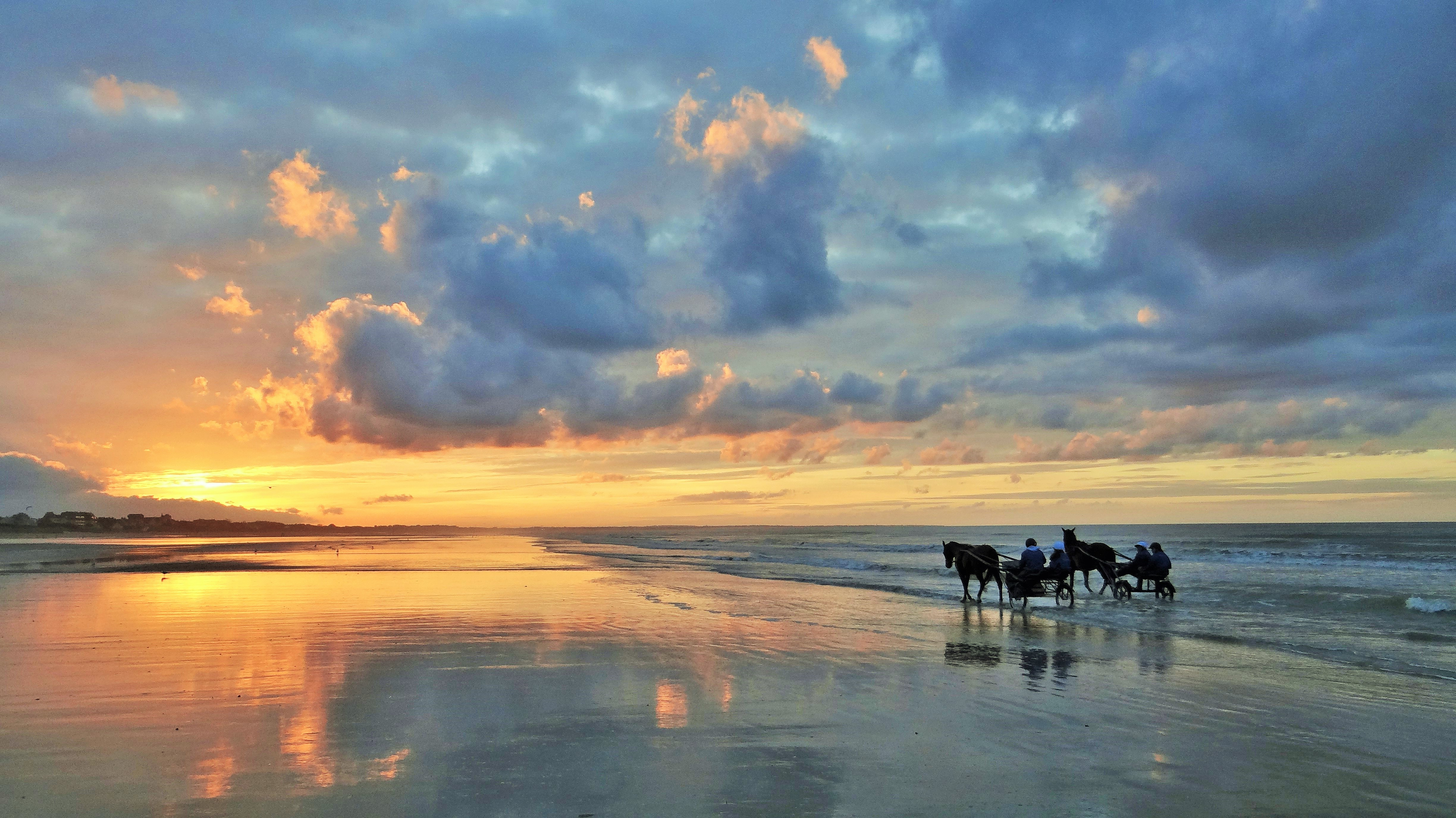
La plage de Cabourg, le même soir.

Le Sentier de grande randonnée GR 223 passe le long de la plage de Cabourg.

### Communes limitrophes
Les communes limitrophes sont Dives-sur-Mer, Houlgate et Varaville.

### Hydrographie

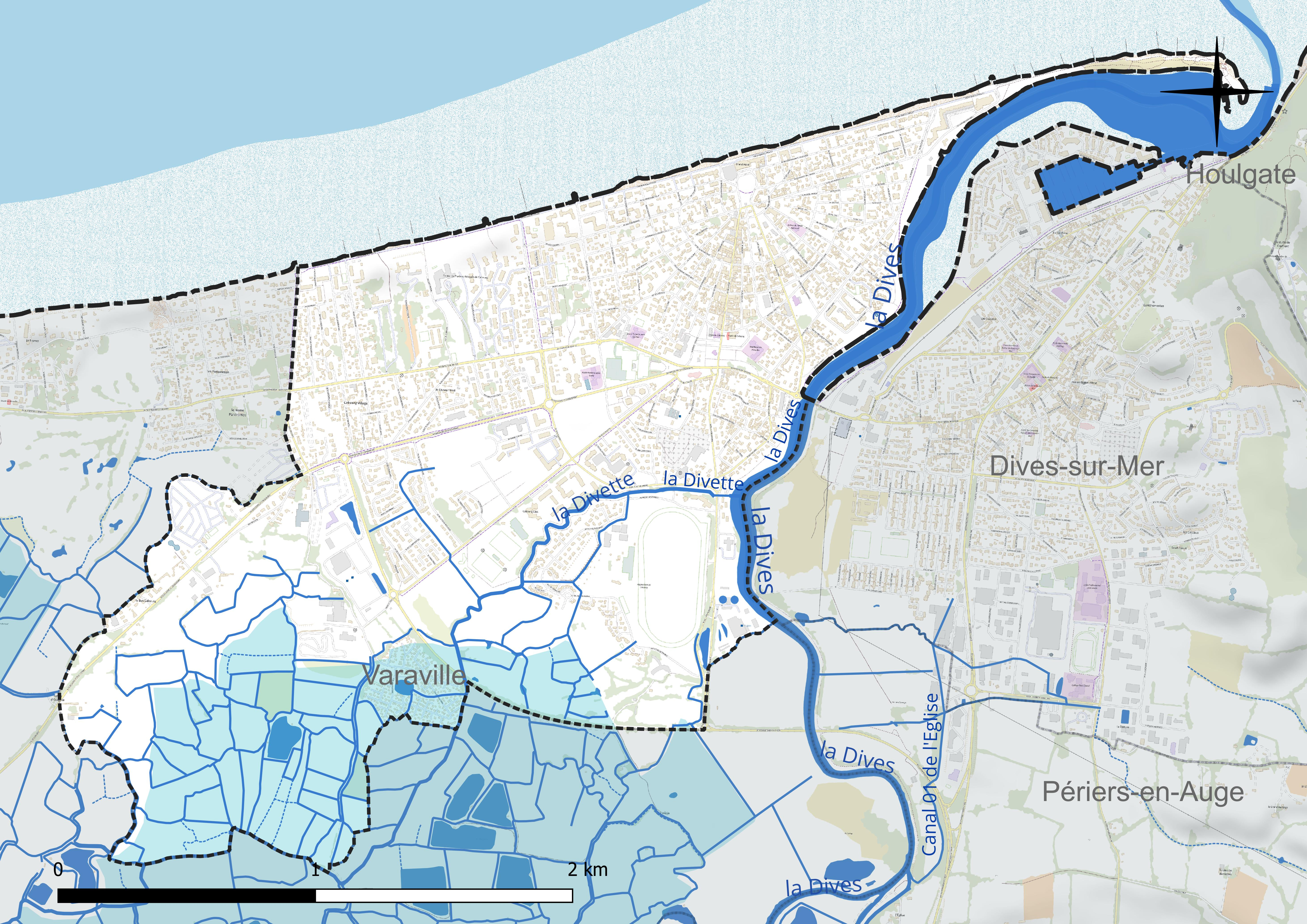
Réseau hydrographique de Cabourg.

La commune est située dans le bassin Seine-Normandie. Elle est drainée par la Dives, la Divette et le fossé 01 de la commune de Varaville,,.
La Dives, d'une longueur de 105 km, prend sa source dans la commune de Gouffern en Auge et se jette  dans la baie de Seine en limite de  sur la commune et de Dives-sur-Mer, après avoir traversé 34 communes.
La Divette, d'une longueur de 15 km, prend sa source dans la commune de Touffréville et se jette  dans la Dives sur la commune, après avoir traversé six communes.

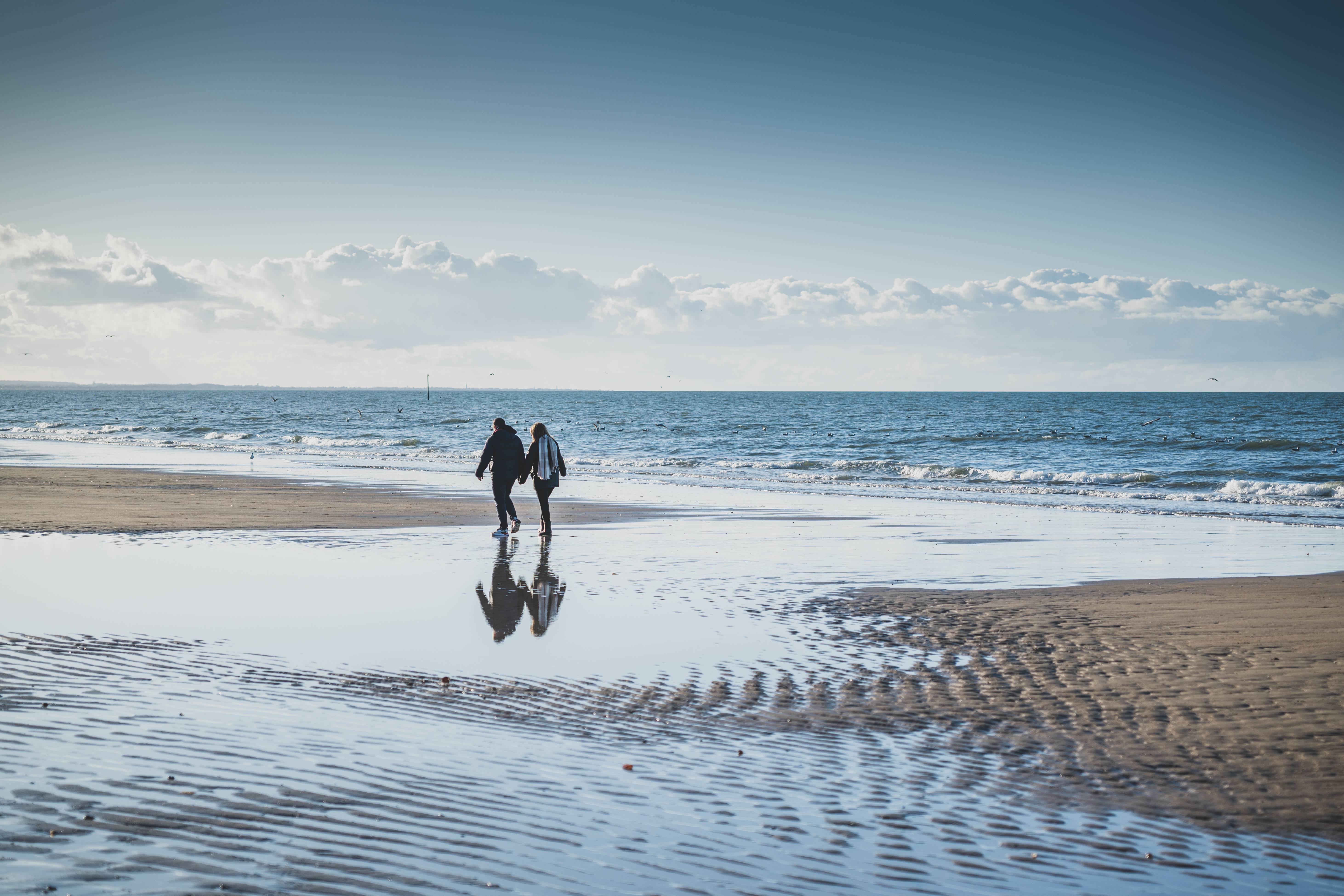
La plage de Cabourg
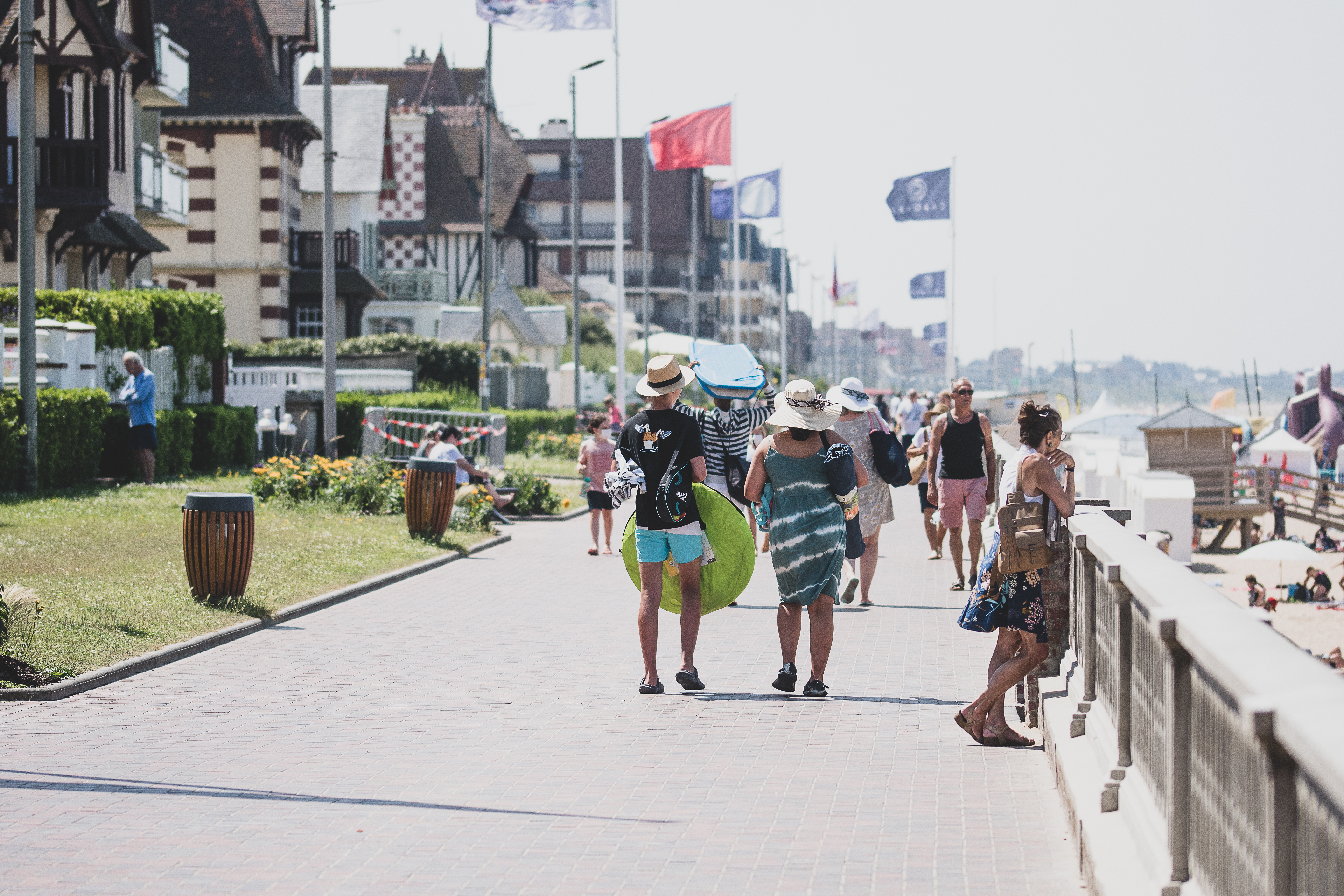
La promenade Marcel-Proust
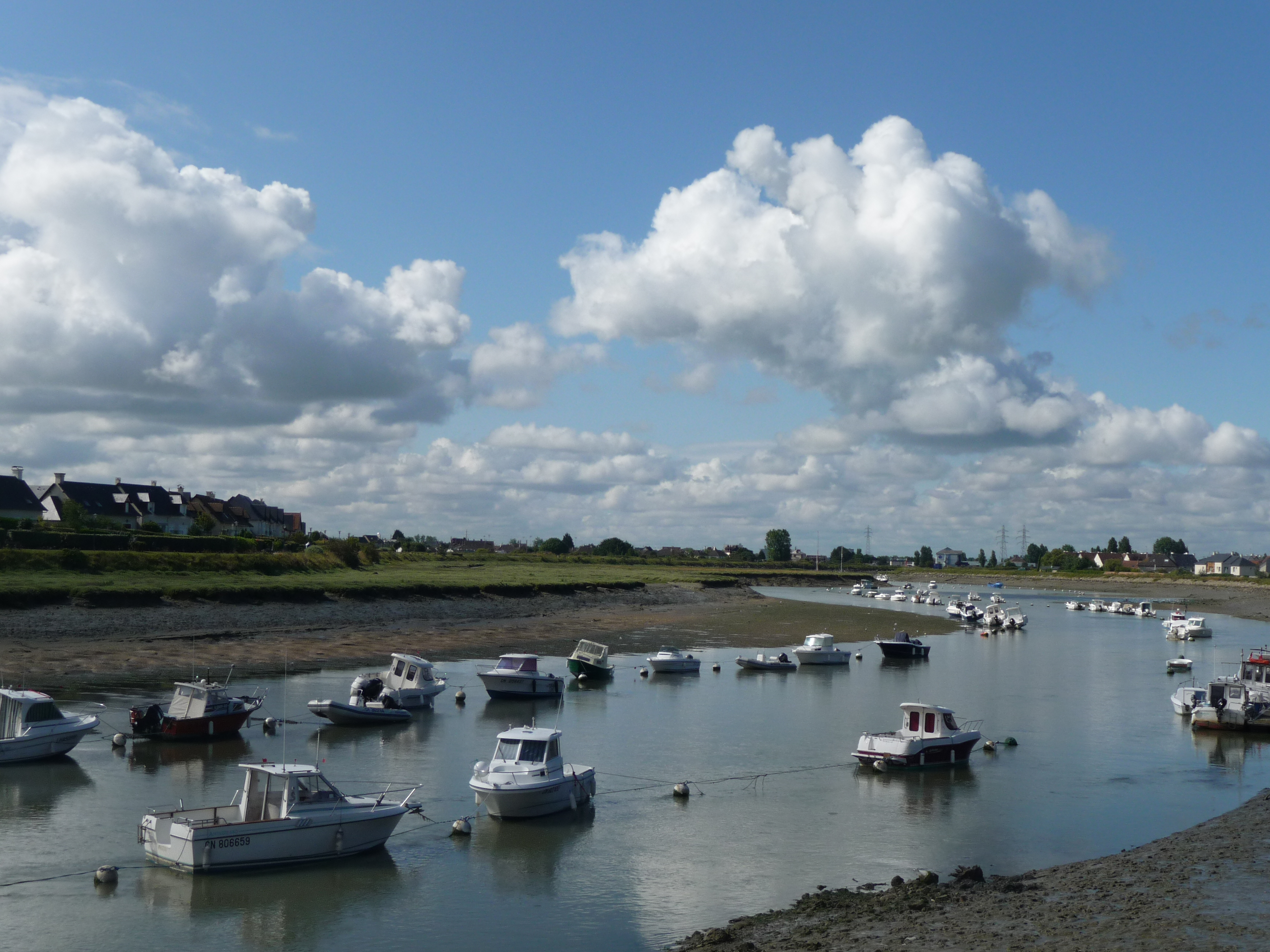
La Dives et ses bateaux.

### Climat
Pour des articles plus généraux, voir Climat de la Normandie et Climat du Calvados.
En 2010, le climat de la commune est de type climat océanique altéré, selon une étude du CNRS s'appuyant sur une série de données couvrant la période 1971-2000. En 2020, Météo-France publie une typologie des climats de la France métropolitaine dans laquelle la commune est exposée à un climat océanique et est dans la région climatique Normandie (Cotentin, Orne), caractérisée par une pluviométrie relativement élevée (850 mm/a) et un été frais (15,5 °C) et venté. Parallèlement le GIEC normand, un groupe régional d'experts sur le climat, différencie quant à lui, dans une étude de 2020, trois grands types de climats pour la région Normandie, nuancés à une échelle plus fine par les facteurs géographiques locaux. La commune est, selon ce zonage, exposée à un « climat des plateaux abrités », correspondant à la plaine agricole de Caen à Falaise, sous le vent des collines de Normandie et proche de la mer, se caractérisant par une pluviométrie et des contraintes thermiques modérées.
Pour la période 1971-2000, la température annuelle moyenne est de 10,8 °C, avec  une amplitude thermique annuelle de 11,9 °C. Le cumul annuel moyen de précipitations est de 716 mm, avec 11,6 jours de précipitations en janvier et 7,5 jours en juillet. Pour la période 1991-2020, la température moyenne annuelle observée sur la station météorologique la plus proche, située sur la commune de Sallenelles à 9 km à vol d'oiseau, est de 11,8 °C et le cumul annuel moyen de précipitations est de 735,8 mm,. Pour l'avenir, les paramètres climatiques de la commune estimés pour 2050 selon différents scénarios d'émission de gaz à effet de serre sont consultables sur un site dédié publié par Météo-France en novembre 2022.

## Urbanisme

### Typologie
Au 1er janvier 2024, Cabourg est catégorisée petite ville, selon la nouvelle grille communale de densité à 7 niveaux définie par l'Insee en 2022.
Elle appartient à l'unité urbaine de Dives-sur-Mer, une agglomération intra-départementale dont elle est ville-centre,. Par ailleurs la commune fait partie de l'aire d'attraction de Dives-sur-Mer, dont elle est une commune du pôle principal,. Cette aire, qui regroupe 12 communes, est catégorisée dans les aires de moins de 50 000 habitants,.
La commune, bordée par la baie de Seine, est également une commune littorale au sens de la loi du 3 janvier 1986, dite loi littoral. Des dispositions spécifiques d'urbanisme s'y appliquent dès lors afin de préserver les espaces naturels, les sites, les paysages et l'équilibre écologique du littoral, tel le principe d'inconstructibilité, en dehors des espaces urbanisés, sur la bande littorale des 100 mètres, ou plus si le plan local d'urbanisme le prévoit.

### Occupation des sols

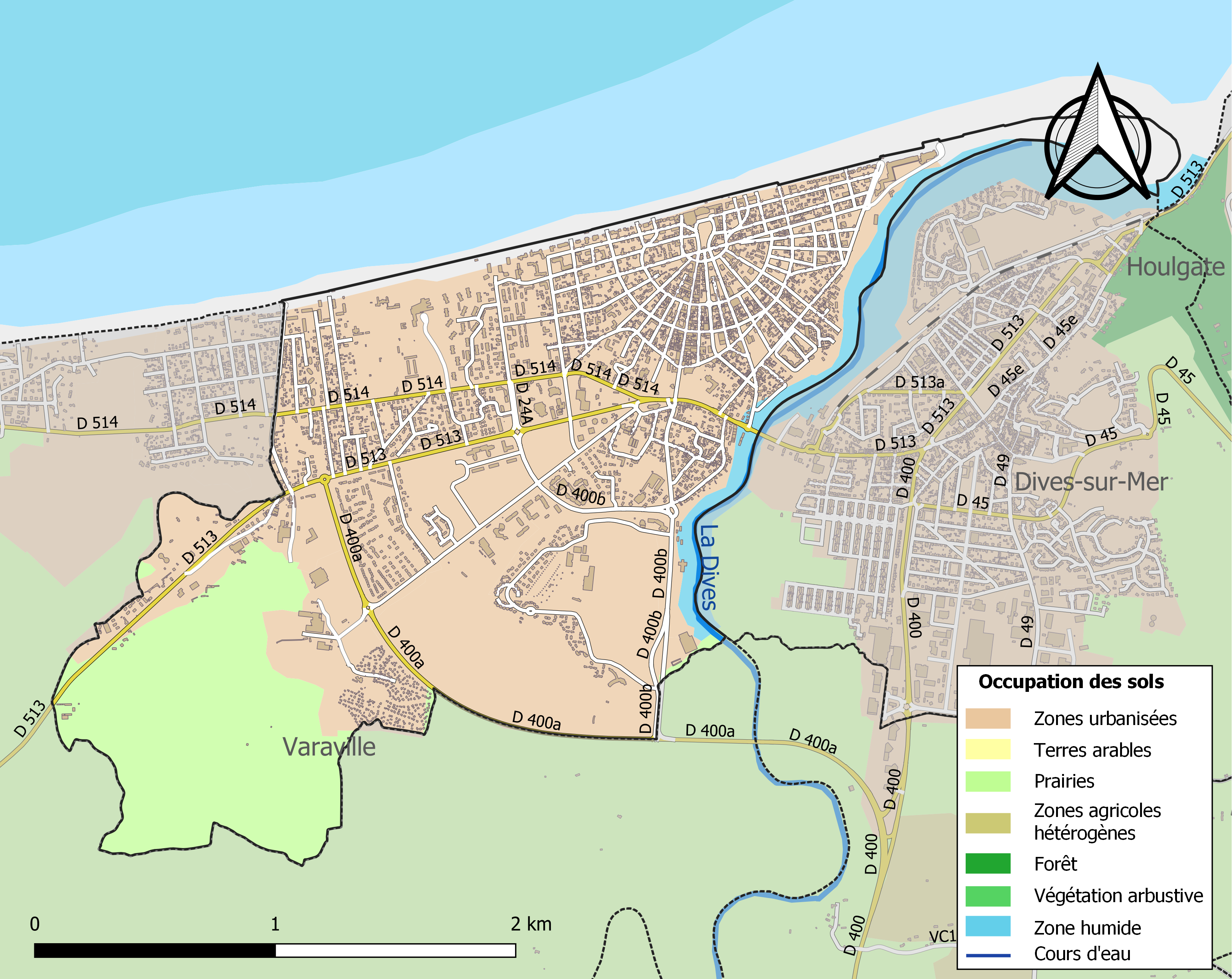
Carte des infrastructures et de l'occupation des sols de la commune en 2018 (CLC).

L'occupation des sols de la commune, telle qu'elle ressort de la base de données européenne d'occupation biophysique des sols Corine Land Cover (CLC), est marquée par l'importance des territoires artificialisés (73,9 % en 2018), en augmentation par rapport à 1990 (60 %). La répartition détaillée en 2018 est la suivante : zones urbanisées (54,5 %), espaces verts artificialisés, non agricoles (19,4 %), prairies (18,4 %), eaux maritimes (4,4 %), espaces ouverts, sans ou avec peu de végétation (3,3 %). L'évolution de l'occupation des sols de la commune et de ses infrastructures peut être observée sur les différentes représentations cartographiques du territoire : la carte de Cassini (XVIIIe siècle), la carte d'état-major (1820-1866) et les cartes ou photos aériennes de l'IGN pour la période actuelle (1950 à aujourd'hui).

### Habitat et logement
En 2023, le nombre total de logements dans la commune est de 11 117, alors qu'il était de 10 853 en 2019, de 10 500 en 2014 et de 10 242 en 2009.
Parmi ces logements, 19,3 % étaient des résidences principales, 78,7 % des résidences secondaires et 1,02 % des logements vacants. Ces logements étaient pour 25 % d'entre eux des maisons individuelles et pour 74,9 % des appartements.
Le tableau ci-dessous présente la typologie des logements à Cabourg en 2019 en comparaison avec celle du Calvados et de la France entière. Une caractéristique marquante du parc de logements est ainsi une proportion de résidences secondaires et logements occasionnels (79,7 %) extrêmement supérieure à celle du département (17,9 %) et à celle de la France entière (9,7 %), qui matérialise le statut de commune balnéaire de Cabourg. Concernant le statut d'occupation de ces logements, 54,6 % des habitants de la commune sont propriétaires de leur logement (53,2 % en 2014), contre 57 % pour le Calvados et 57,5 pour la France entière.
| Typologie                                               | Cabourg | Calvados | France entière |
| ------------------------------------------------------- | ------- | -------- | -------------- |
| Résidences principales (en %)                           | 18,3    | 75,1     | 82,1           |
| Résidences secondaires et logements occasionnels (en %) | 79,8    | 17,9     | 9,7            |
| Logements vacants (en %)                                | 1,9     | 6,9      | 8,2            |

## Toponymie
Le nom de la localité est attesté sous les formes latinisées Cathburgum en 1066 - 1079 ; Cadburgus et Cathburgus en 1077 et la forme normande Cadburg en 1082 ; Caborc en 1155 ; Cadborc en 1169 ; Caburgus en 1172 ; Cadburgus en 1190 ; Cabourc en 1297 ; Cabourt au XIVe siècle ; Cabbourg en 1554.
Il s'agit d'une formation toponymique médiévale dont l'origine précise reste à déterminer. Ernest Nègre explique Cabourg par le nom de femme Hadeburgis pris absolument. Albert Dauzat et Charles Rostaing préfèrent comme la plupart des toponymistes, la juxtaposition de deux appellatifs, à savoir, pour eux, le gaulois cato- « combat » et germanique burg « village » (comprendre « germanique continental »). René Lepelley se contente de reprendre le propos du précédent mais évoque un bas latin burgus. Enfin pour Louis Guinet, il s'agit vraisemblablement d'un nom de lieu basé sur le vieux saxon *burg que François de Beaurepaire considère comme vieil anglais en Normandie, c'est-à-dire burg, burh « bourg ». Il est précédé d'un élément indéterminé, peut-être le celtique cad « combat » ou un nom de personne saxon Cada, car il se rapproche manifestement des noms de lieux britanniques du type Cadbury et Cadborough qui sont aussi d'anciens Cadburg, Cadbuhr. L'hypothèse saxonne est renforcée par l'existence avérée aussi bien par les textes d'époque que par l'archéologie moderne, d'établissements saxons aux IVe-Ve – VIe siècles dans le Bessin et la campagne de Caen, ainsi que par l'existence de plusieurs lieux-dits Cabourg, Cabourt, Cabour en Normandie, mais pas ailleurs. Selon François de Beaurepaire, les types toponymiques en -bourg auraient pu se diffuser postérieurement, lors de l'arrivée de colons anglo-scandinaves au Xe siècle (cf. Cherbourg ou Wambourg).
Remarque : la suggestion d'Ernest Nègre reste la moins forte, autant d'un point de vue phonétique (on voit mal en effet comment Hadeburg- serait devenu Cathburg- / Cadburg-, avec passage de [h] à [c] inexplicable en Normandie) que d'un point de vue structurel (les anthroponymes, notamment féminins, employés absolument sont extrêmement rares dans la toponymie normande, en particulier ceux d'une époque aussi reculée).

## Histoire

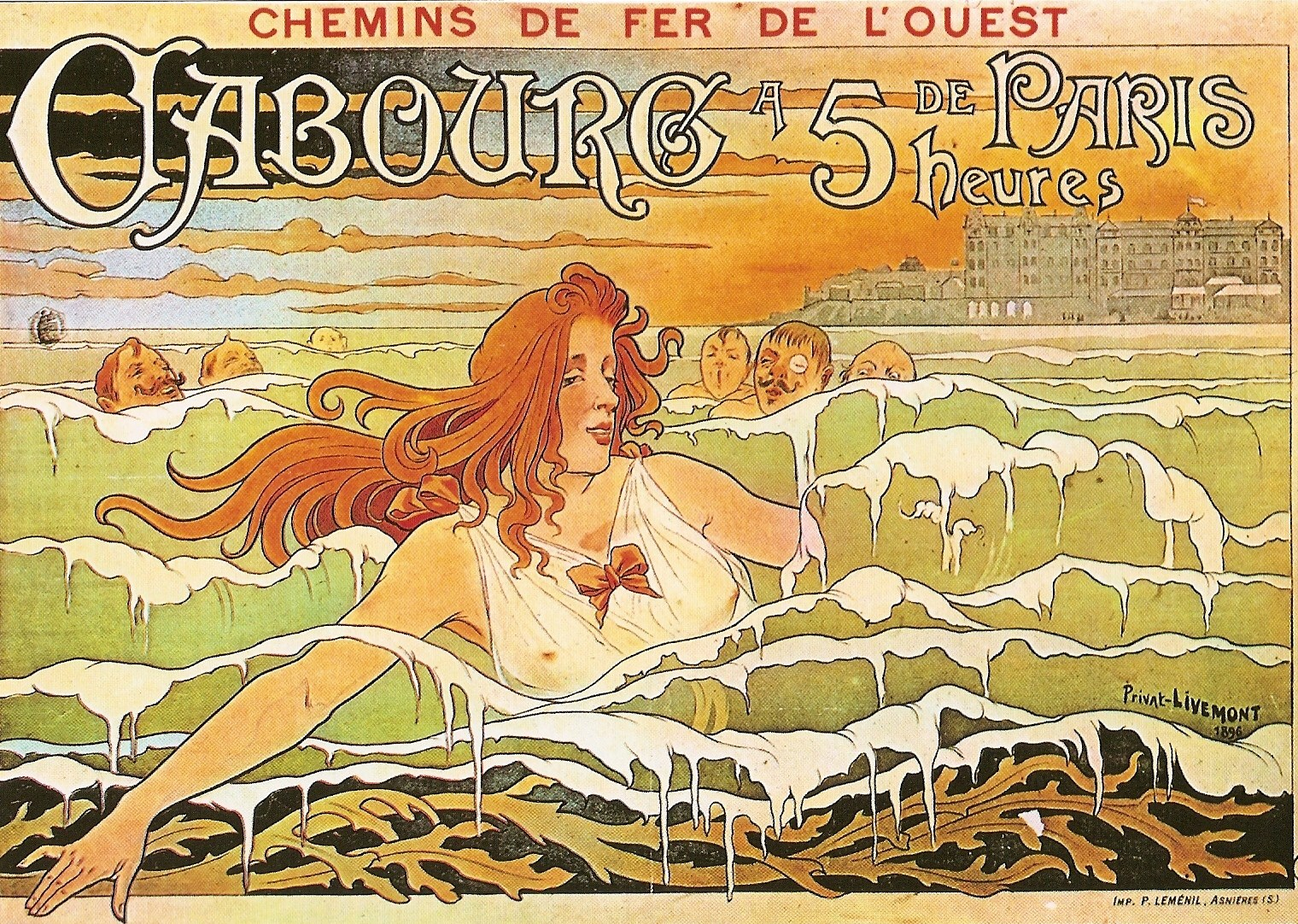
Le Casino : lithographie d'Henri Privat-Livemont (1897).

En 1793, on recense à Cabourg seulement 165 habitants. Le village se développe alors principalement à proximité de la Dives, au nord de la confluence avec la Divette. L'habitat s'organise autour de deux axes : l'un parallèle au fleuve et l'autre au sud de la route de Caen à Dives, l'église se trouvant légèrement isolée au sud-ouest. Les dunes au nord de la commune ne sont pas peuplées. Au XIXe siècle, la population augmente régulièrement jusqu'à atteindre 718 habitants en 1866.
Henri Durand-Morimbau (père d'Henri des Houx), homme d'affaires et avocat parisien, décide dans les années 1850 de créer une station balnéaire à proximité du petit village de pêcheurs. Pour ce faire, il fonde une Société thermale. Doté d'un capital de 12 millions de francs par actions au porteur, de 500 francs chacune, l'organisme achète les terrains riverains de la mer constitués de dunes et d'herbages. On confie à l'architecte Robinet, le soin de tracer un plan d'urbanisme. Celui-ci choisit un plan radio-concentrique rappelant celui des théâtres gréco-romains : les avenues convergent vers une place centrale sur laquelle est érigée un casino composant la scène. La première pierre du casino, en réalité construit en bois, est solennellement posée le 9 mai 1854 et des centaines d'arbres sont plantés le long des avenues nouvellement tracées. La nouvelle station balnéaire est alors inaugurée, sous le nom de Cabourg-les-Bains. Mais les ressources financières viennent rapidement à manquer et la station souffre de son absence de desserte par les chemins de fer.
En 1861, un grand hôtel est construit en bordure du rivage. Il est détruit puis reconstruit en 1907 par les architectes Virault et Mauclerc. Le casino en bois est remplacé en 1867 par un nouveau bâtiment en pierre plus fonctionnel.
En 1879, une ligne de chemin de fer est ouverte entre la gare de Dives-Cabourg et celle de Mézidon, permettant ainsi des liaisons depuis Paris ; elle est prolongée jusqu'à Trouville-Deauville en 1882-1884. En 1881, une ligne entre Caen et Dozulé-Putot s'embranche sur la ligne Mézidon - Dives, améliorant ainsi la liaison entre la station balnéaire et la préfecture. En 1891 - 1892, la première ligne des chemins de fer du Calvados est ouverte entre Caen et Dives ; trois haltes sont prévues sur le territoire communal : Bas-Cabourg, Cabourg Pépinière, Cabourg (au bout de l'avenue de la Mer).
Après une légère baisse démographique dans les années 1870, la population cabourgeaise s'accroît rapidement quand le village devient une cité balnéaire à la mode.

Cabourg au tournant du XXe siècle
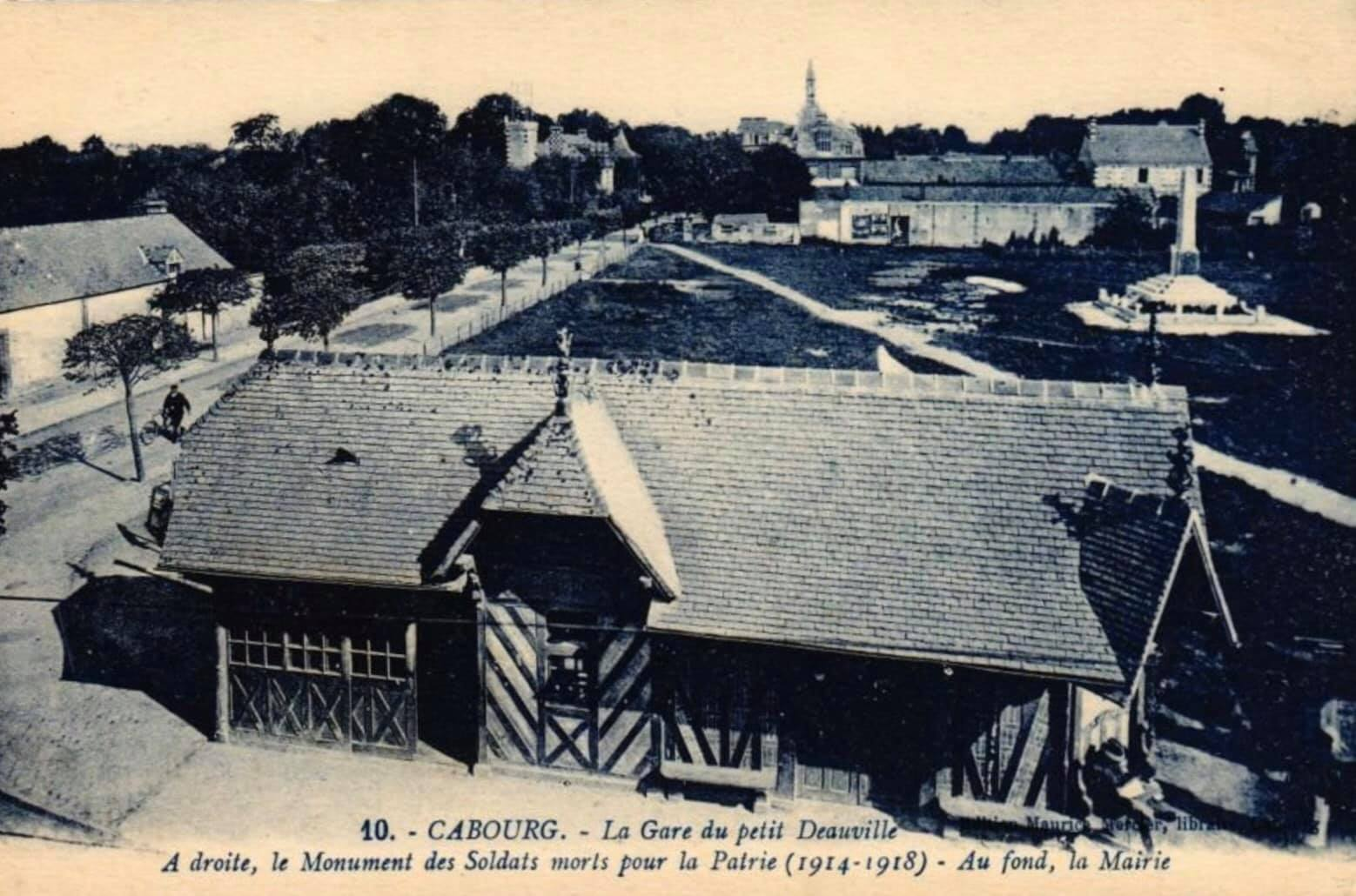
La gare.
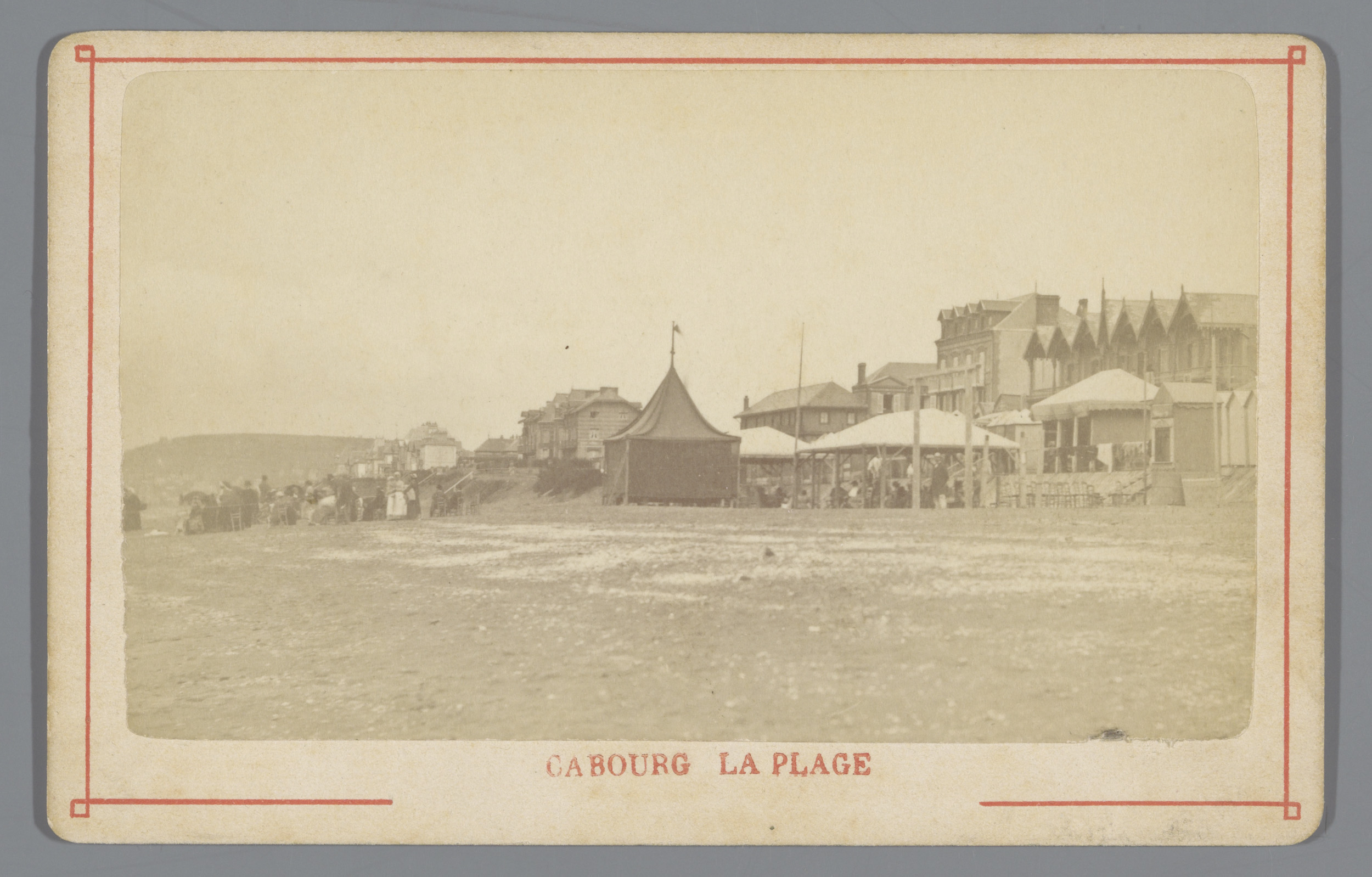
La plage.
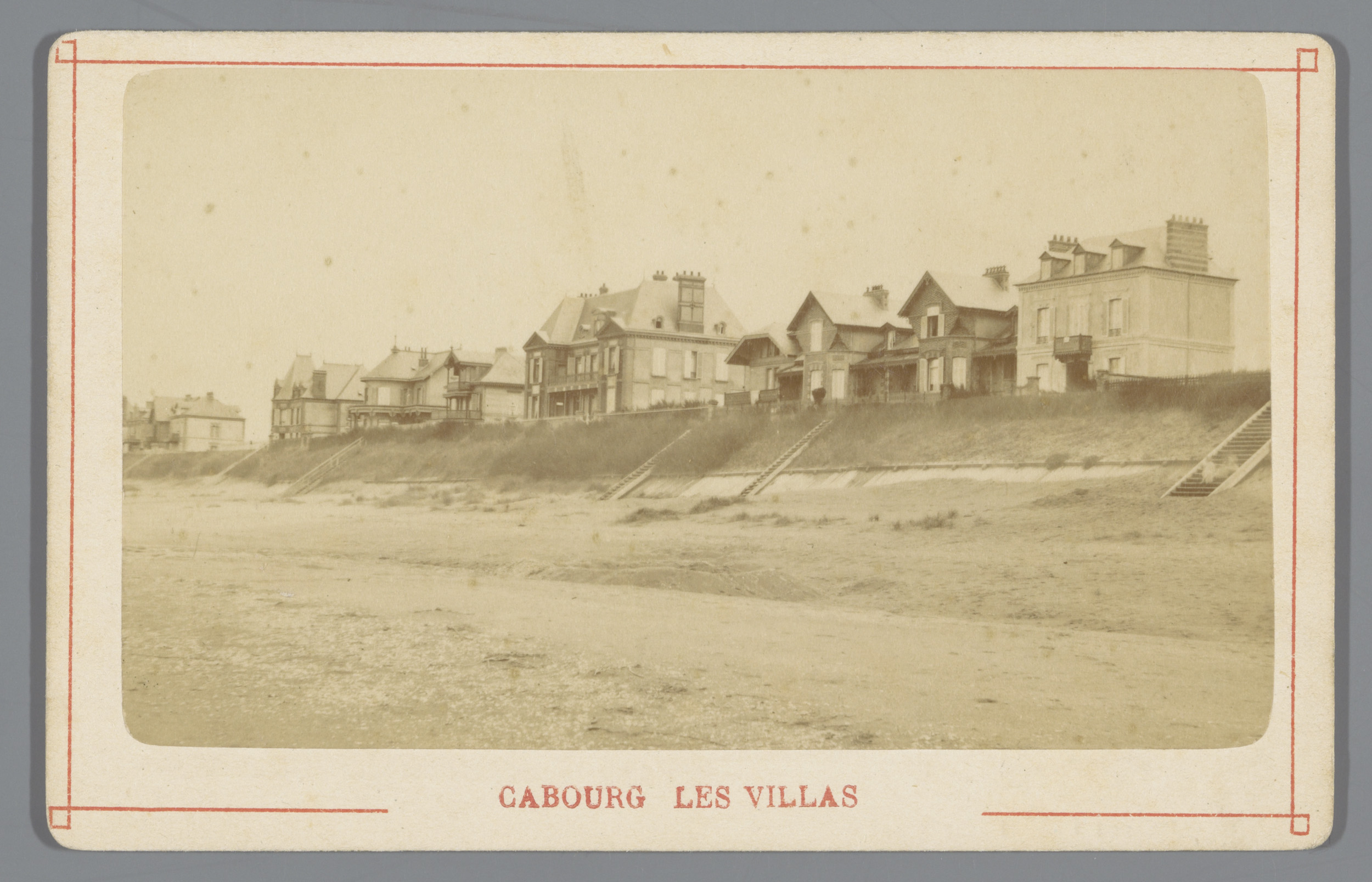
Les villas de la plage.
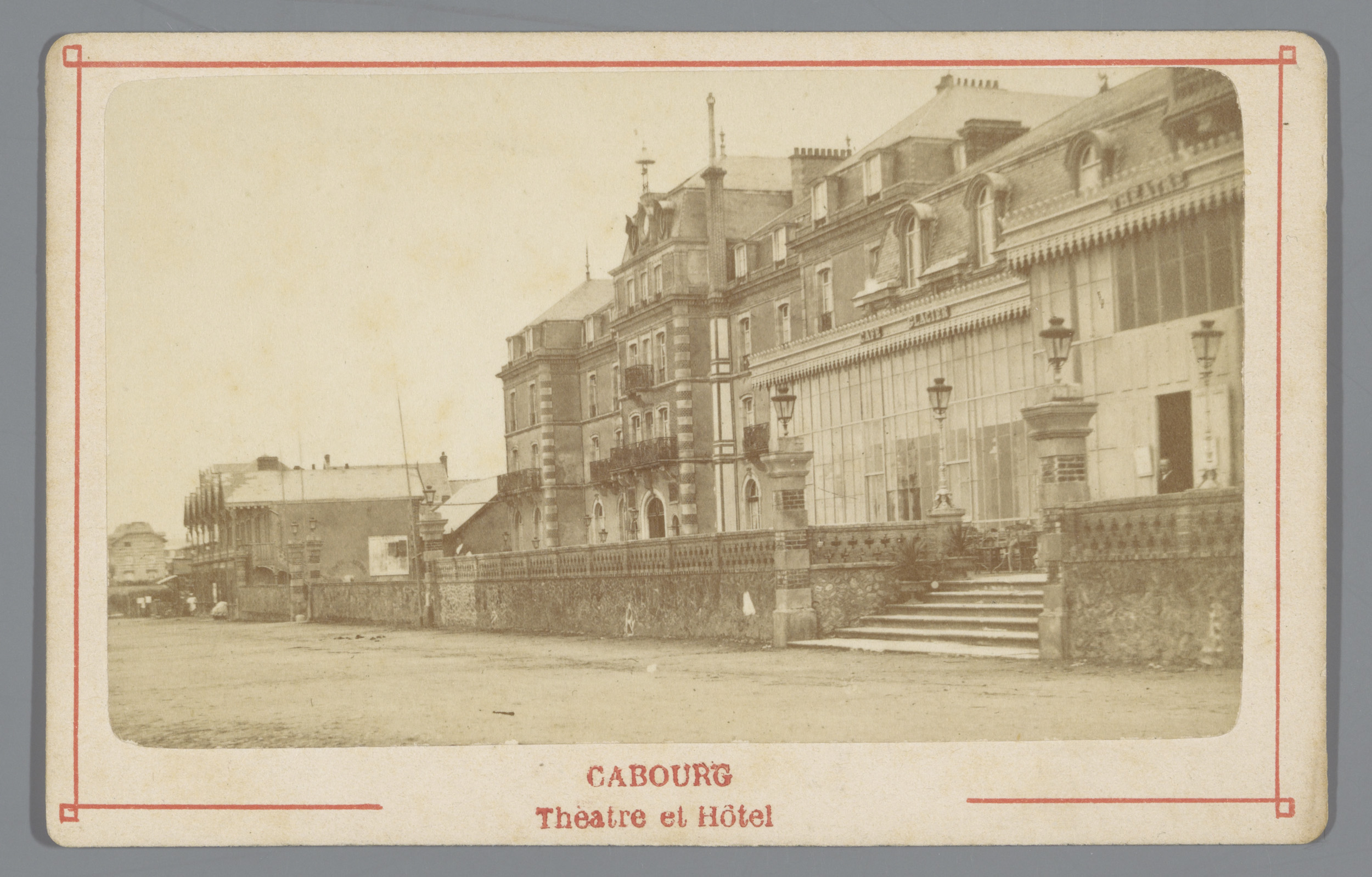
Le Théâtre et hôtel.
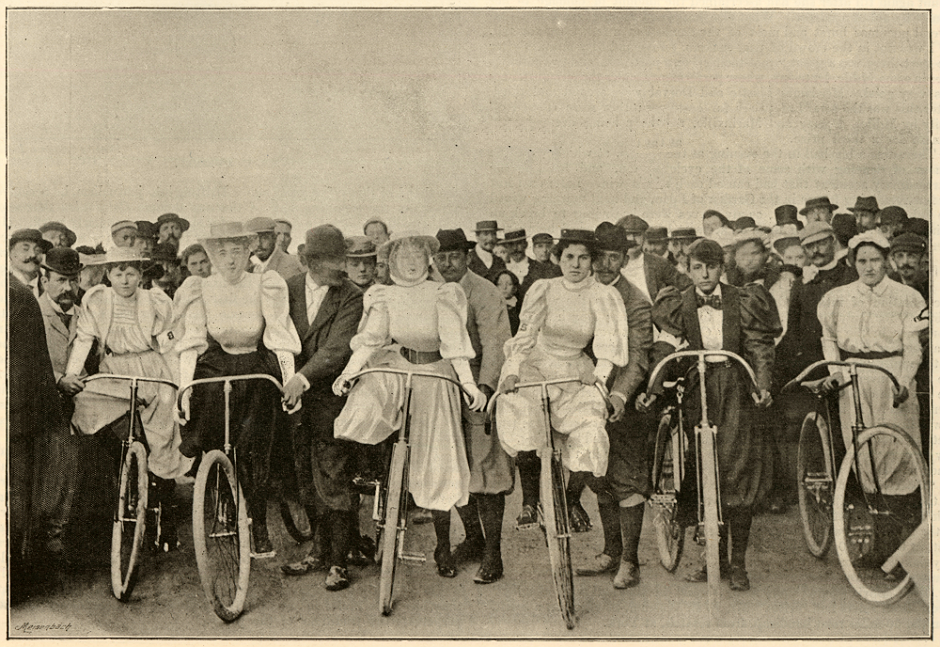
Course féminine de vélos, 1894.

De 1881 à 1936, la population double (de 1 014 à 2 095 habitants), avant d'atteindre son maximum en 1946 avec 3 479 habitants recensés. De nombreux équipements sont construits pour faire face à l'essor de la station :
- un nouvel hôtel de ville en 1883, regroupant la mairie, l'école des garçons et le bureau des Postes et télégraphes ;
- une digue-promenade en 1887 de 1 200 m de long afin de lutter contre l'érosion ;
- des équipements touristiques tel que le garden-tennis ou le golf, situé près de l'hippodrome ;
- le Grand Hôtel, reconstruit en 1908 par les architectes Viraut et E. Mauclerc.

Après un fort déclin démographique dans les années 1950, la population repart à la hausse dans les années 1970 en raison de la politique de relance touristique et de promotion immobilière de Bruno Coquatrix élu maire en 1971 ; en 1999, le nombre d'habitants dépasse son seuil historique de 1946.

## Politique et administration

### Rattachements administratifs et électoraux

#### Rattachements administratifs
La commune se trouvait depuis 1801 dans l'arrondissement de Caen du département du Calvados. Le 1er janvier 2017, elle est transférée à celui de Lisieux.
Elle faisait partie de 1801 à 1982 du canton de Troarn, année où elle devient le chef-lieu du canton de Cabourg. Dans le cadre du redécoupage cantonal de 2014 en France, cette circonscription administrative territoriale a disparu, et le canton n'est plus qu'une circonscription électorale.

#### Rattachements électoraux
Pour les élections départementales, la commune est  depuis 2014 le bureau centralisateur d'un nouveau canton de Cabourg, qui compte désormais 34 communes.
Pour l'élection des députés, elle fait partie de la quatrième circonscription du Calvados.

### Intercommunalité
Cabourg était membre de la communauté de communes de l'Estuaire de la Dives, un établissement public de coopération intercommunale (EPCI) à fiscalité propre créé fin 2002 et auquel la commune avait transféré un certain nombre de ses compétences, dans les conditions déterminées par le code général des collectivités territoriales.
Dans le cadre des dispositions de la loi portant nouvelle organisation territoriale de la République du 7 août 2015, qui prévoit que les établissements publics de coopération intercommunale (EPCI) à fiscalité propre doivent avoir un minimum de 15 000 habitants, cette intercommunalité a fusionné avec ses voisines pour former, le 1er janvier 2017, la communauté de communes Normandie-Cabourg-Pays d'Auge dont est désormais membre la commune.

### Tendances politiques et résultats
Lors du second tour des élections municipales de 2014 dans le Calvados, la liste DVD menée par Tristan Duval obtient la majorité des suffrages exprimés, avec 1 015 voix (45,09 %, 20 conseillers municipaux élus dont 5 communautaires, devançant de 4 voix celle, également DVD, menée par Pascal Sourbé, qui a recueilli 1 011 voix (44,91 %, 6 conseillers municipaux élus dont 1 communautaire).
La troisième liste, PS-PCF-EELV, a obtenu 225 voix (9,99 %, 1 conseiller municipal élu).
Lors de ce scrutin, 27,90 % des électeurs se sont abstenus.
Ces élections sont annulées par le Conseil d'État le 25 février 2015 et de nouvelles élections municipales sont organisées en mai. Lors du premier tour, la liste DVD menée par le maire invalidé Tristan Duval obtient la majorité absolue des suffrages exprimés, avec 1 224 voix (59,91 %), devançant très largement les listes menées respectivement par : 

- Pascal Sourbé 	(DVD, 685 voix, 33,53 %) ;

- Florence Lepennetier (DVG, 134 voix, 6,56 %).

Lors de ce scrutin, 32,72 % des électeurs se sont abstenus.
Lors du second tour des élections municipales de 2020 dans le Calvados, la liste DVD menée par le maire sortant Tristan Duval obtient la majorité absolue des suffrages exprimés, avec 1 094 voix, devançant très largement celle DVD menée par Julien Champain  — bénéficiant de la fusion de la liste du 1er tour DIV menée par Alexandra Lorin Guinard — qui a recueilli 770 voix (41,30 %, 5 conseillers municipaux élus dont 1 communautaire).
Lors de ce scrutin marqué par la pandémie de Covid-19 en France, 42,93 % des électeurs se sont abstenus,

### Distinctions et labels
La commune est classée « quatre fleurs » au Concours des villes et villages fleuris et grand prix national du fleurissement. Elle fait partie des sept villes à avoir eu la « fleur d'or » au millésime 2013.
Depuis mars 2009, Cabourg bénéficie de la dénomination commune touristique. En 2017, la compétence tourisme est intégrée à Normandie Cabourg Pays d'Auge Tourisme, qui avait alors en charge d'assurer la promotion touristique de Cabourg. Depuis le 1er janvier 2024, la ville de Cabourg a récupéré sa compétence « Promotion du tourisme, dont la création d'office de tourisme ». La ville dispose d'un office de tourisme.

### Jumelages
| Ville | Ville                    | Pays | Pays        | Période     |
| ----- | ------------------------ | ---- | ----------- | ----------- |
|       | Atlantic City            |      | États-Unis  |             |
|       | Bad Homburg vor der Höhe |      | Allemagne   | depuis 1956 |
|       | Bromont,                 |      | Canada      | depuis 1975 |
|       | Coire                    |      | Suisse      | depuis 1980 |
|       | Jurmala                  |      | Lettonie    | depuis 1977 |
|       | Mayrhofen                |      | Autriche    | depuis 1956 |
|       | Mondorf-les-Bains        |      | Luxembourg  | depuis 1956 |
|       | Oussouye                 |      | Sénégal     |             |
|       | Salcombe                 |      | Royaume-Uni | depuis 1969 |
|       | Spa                      |      | Belgique    | depuis 1978 |
|       | Terracine                |      | Italie      | depuis 1956 |

## Équipements et services publics

### Équipements sportifs
Dans la ville sont implantés plusieurs équipements sportifs :
- un hippodrome,
- une plaine des sports avec un gymnase, un skate park et un stade
- un minigolf,
- deux golfs,
- un club de voile,
- un club de char à voile,
- une piscine (un centre aqualudique verra le jour à l'été 2024),
- des terrains de tennis et de padel,
- un circuit de karting
- jet ski
- kite surf.

Des loueurs de vélo permettent aussi d'effectuer des randonnées sur la côte et dans les marais.

### Justice, sécurité, secours et défense
La ville est dotée d'une police municipale, et équipée d'un système de vidéoprotection, déployé dans toute la commune.

## Population et société

### Démographie
L'évolution du nombre d'habitants est connue à travers les recensements de la population effectués dans la commune depuis 1793. Pour les communes de moins de 10 000 habitants, une enquête de recensement portant sur toute la population est réalisée tous les cinq ans, les populations de référence des années intermédiaires étant quant à elles estimées par interpolation ou extrapolation. Pour la commune, le premier recensement exhaustif entrant dans le cadre du nouveau dispositif a été réalisé en 2007.

En 2022, la commune comptait 3 654 habitants, en évolution de −0,08 % par rapport à 2016 (Calvados : +1,58 %, France hors Mayotte : +2,11 %).
| 1793 | 1800 | 1806 | 1821 | 1831 | 1841 | 1846 | 1851 | 1856 |
| ---- | ---- | ---- | ---- | ---- | ---- | ---- | ---- | ---- |
| 165  | 227  | 245  | 224  | 276  | 323  | 321  | 345  | 375  |

| 1861 | 1866 | 1872 | 1876 | 1881  | 1886  | 1891  | 1896  | 1901  |
| ---- | ---- | ---- | ---- | ----- | ----- | ----- | ----- | ----- |
| 563  | 718  | 701  | 694  | 1 014 | 1 099 | 1 125 | 1 365 | 1 644 |

| 1906  | 1911  | 1921  | 1926  | 1931  | 1936  | 1946  | 1954  | 1962  |
| ----- | ----- | ----- | ----- | ----- | ----- | ----- | ----- | ----- |
| 1 852 | 1 957 | 1 897 | 2 011 | 2 036 | 2 095 | 3 479 | 3 102 | 3 022 |

| 1968  | 1975  | 1982  | 1990  | 1999  | 2006  | 2007  | 2012  | 2017  |
| ----- | ----- | ----- | ----- | ----- | ----- | ----- | ----- | ----- |
| 3 067 | 3 308 | 3 238 | 3 355 | 3 520 | 3 965 | 4 027 | 3 712 | 3 650 |

| 2022  | - | - | - | - | - | - | - | - |
| ----- | - | - | - | - | - | - | - | - |
| 3 654 | - | - | - | - | - | - | - | - |

### Manifestations culturelles et festivités

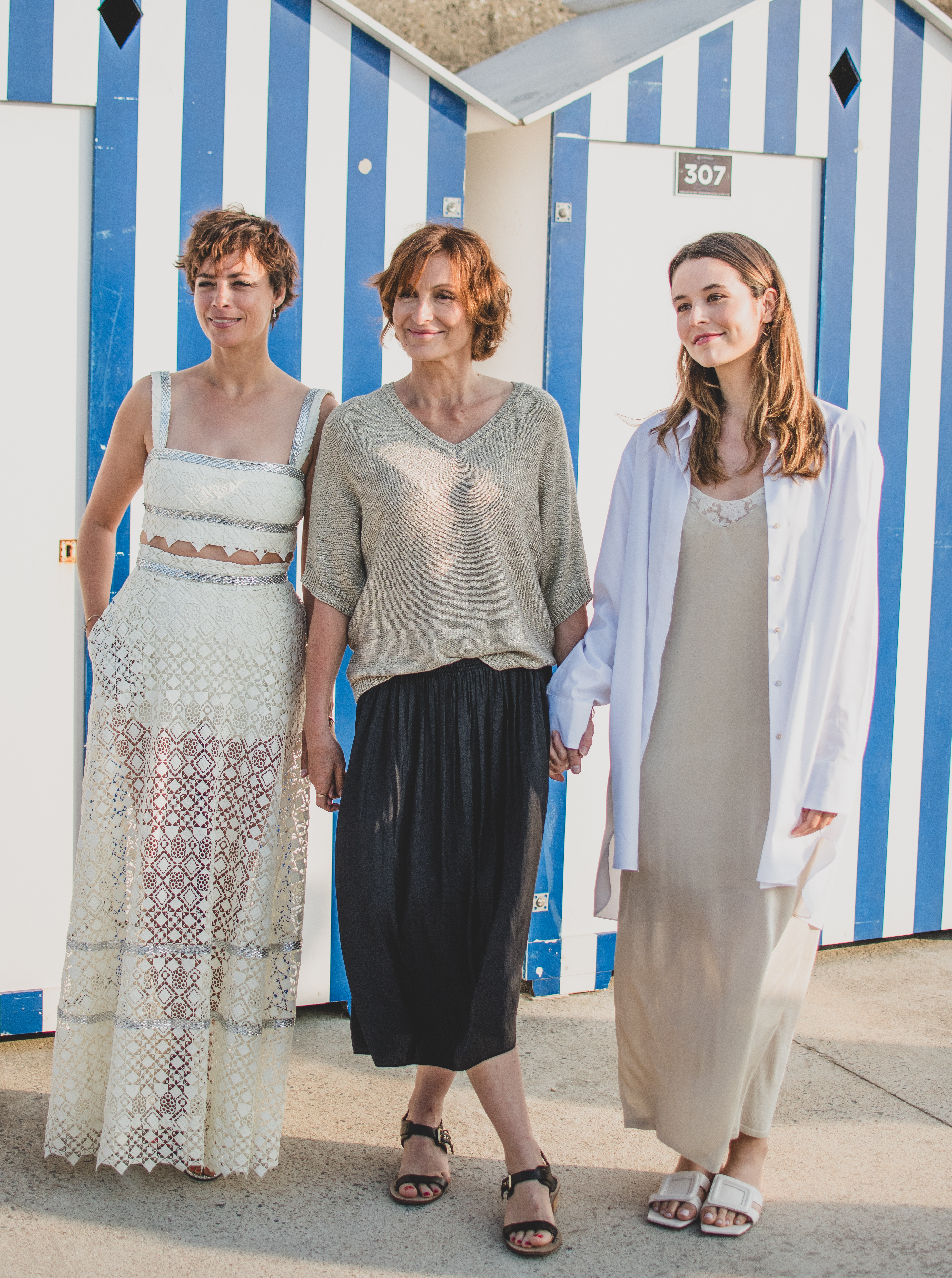
Bérénice Bejo, Camille Japy et Marilou Aussilloux lors du Festival du Film de Cabourg, en 2023.

Cabourg accueille chaque année de nombreux événements : la Saint Valentin, le Garden en fleurs, Cabourg à la Belle Époque, les feux de la saint Jean, le festival de musique Cabourg, Mon Amour, déambulations et concerts l'été dans l'avenue de la Mer, Villas en musique, festival littéraire Des Mots à la Mer, etc.
Tous les ans a également lieu, sur la plage et la promenade Marcel-Proust, le Festival du film romantique.

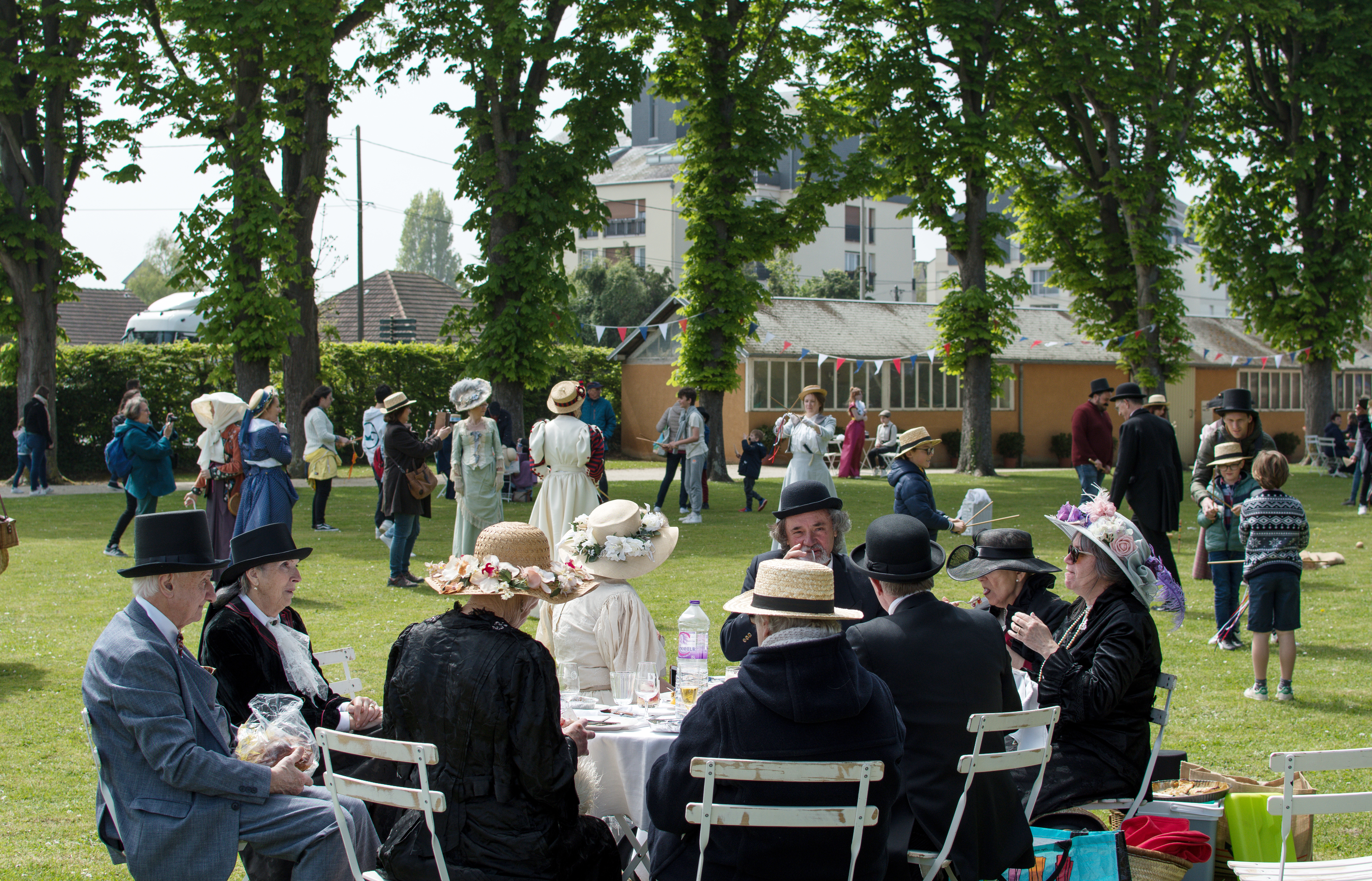
Événement Cabourg à la Belle Époque, 1re édition en 2023.
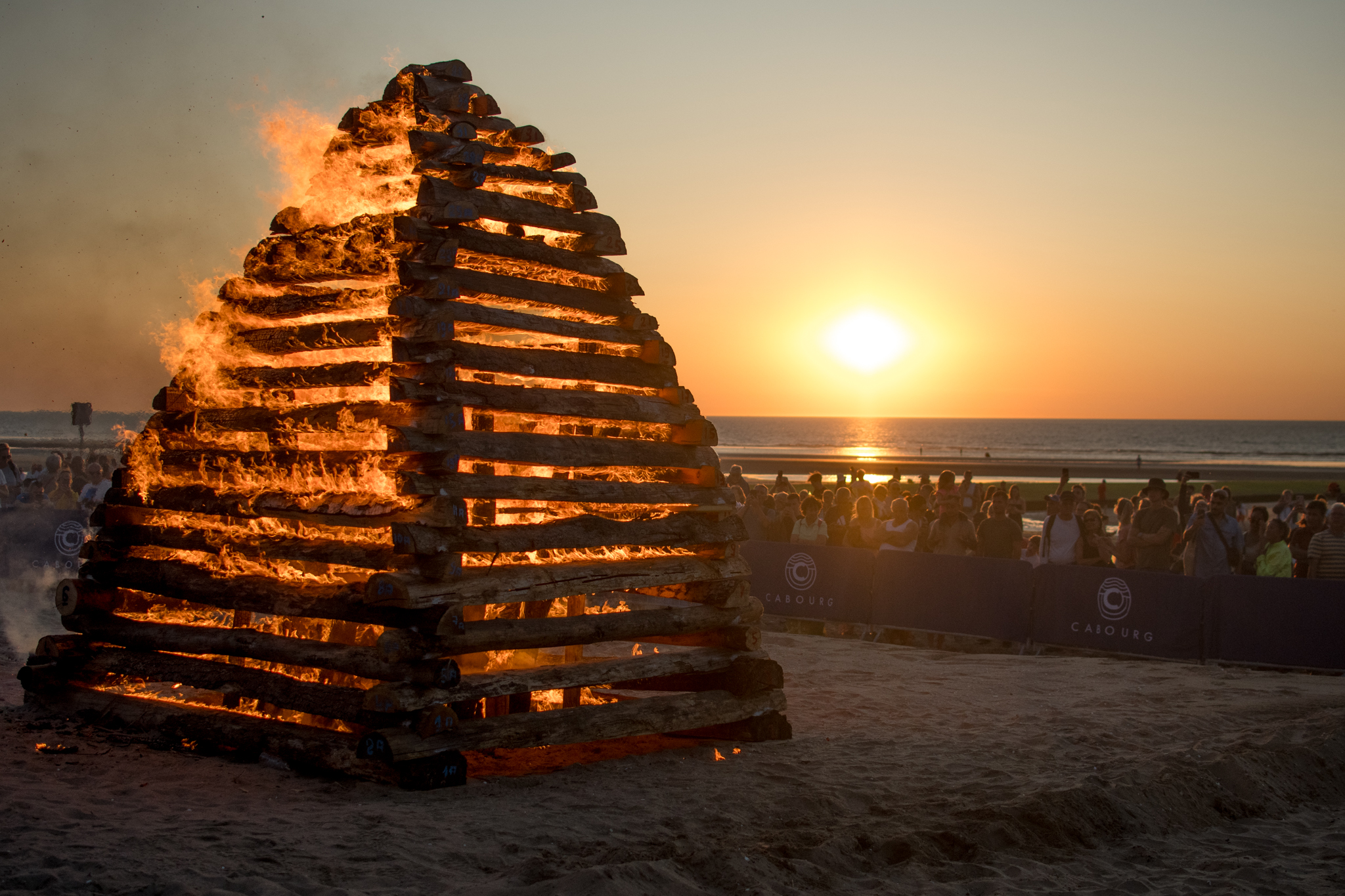
Feux de la saint Jean 2023.
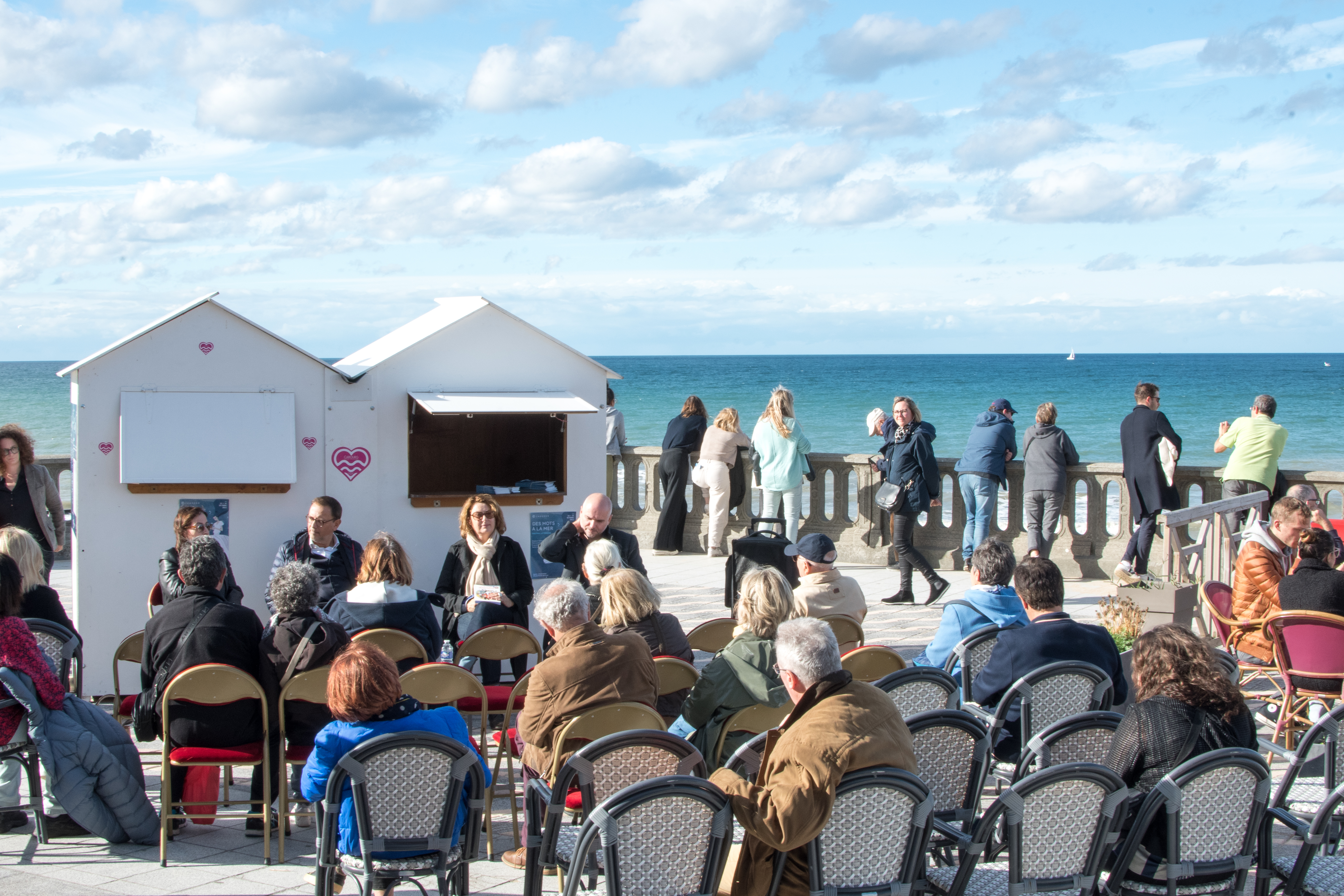
Festival littéraire « Des mots à la mer ».

## Économie

### Commerce
La ville est dotée d'un supermarché.
Dans l'artère de Cabourg, l'avenue de la Mer, il y a de nombreuses boutiques-souvenirs.
De nombreux restaurants sont implantés dans la ville.

## Culture locale et patrimoine

### Lieux et monuments
- Le Grand Hôtel de Cabourg : en grande partie, ce bâtiment est inscrit depuis 1993 à l'inventaire supplémentaire des monuments historiques. Marcel Proust y a séjourné et il fut occupé par les Allemands lors de la Seconde Guerre mondiale.
- Église Saint-Michel de Cabourg.
- Le Casino, agrandi de 2006 à 2007. Il est décidé de construire un nouveau Casino, qui sera situé près du complexe aqualudique, afin de redonner sa vocation à l'ancien d'un lieu de culture comprenant un théâtre et des espaces de réception pour des congrès.
- Le buste de Charles Bertrand, réalisé par Alfred Boucher et inauguré en 1928. Il est situé dans les jardins du Casino.
- La statue de Marcel Proust, réalisée par Edgar Duvivier (pt) et inaugurée en 2017. D'abord située dans les jardins du casino, elle se trouve désormais dans les jardins de la Villa du Temps retrouvé.
- Les bains de Cabourg, se situant sous la promenade Marcel-Proust.
- La thalassothérapie, son hôtel « Les bains de Cabourg » et son restaurant « Le poisson d'argent ».

Selon le ministère de la Culture, le casino et le Grand-Hôtel constituent « l'un des ensembles balnéaires les plus cohérents et les mieux conservés de la Belle Époque ».
- En mai 2021, la Villa du Temps retrouvé ouvre ses portes. Ce musée d'un nouveau genre propose un voyage dans la Belle Époque, accompagné par l'œuvre de Marcel Proust[63]. Développé et imaginé par Tristan Duval alors maire de Cabourg, avec un comité scientifique parmi lesquels siégeait Jérôme Neutre, Jérôme Clément, il se veut un lieu présentant des oeuvres majeures issues des grandes collections et de grands musées comme Orsay, Beaux arts de Rouen et de Strasbourg, Carnavalet, etc. La Villa du Temps retrouvé propose un parcours Belle Époque et une exposition thématique autour des grandes personnalités de la période comme Gustave Eiffel, Fantômas, Max Linder, etc.

Cabourg, comme sa voisine Deauville et d'autres villes proches du littoral de Normandie situées à proximité de Paris, présente beaucoup de superbes habitations privées. Ainsi, sur les grandes artères de la ville (l'avenue de la Mer par exemple), ou dans les plus petites ruelles, on peut admirer de très belles, et souvent très grandes, demeures ou villas.

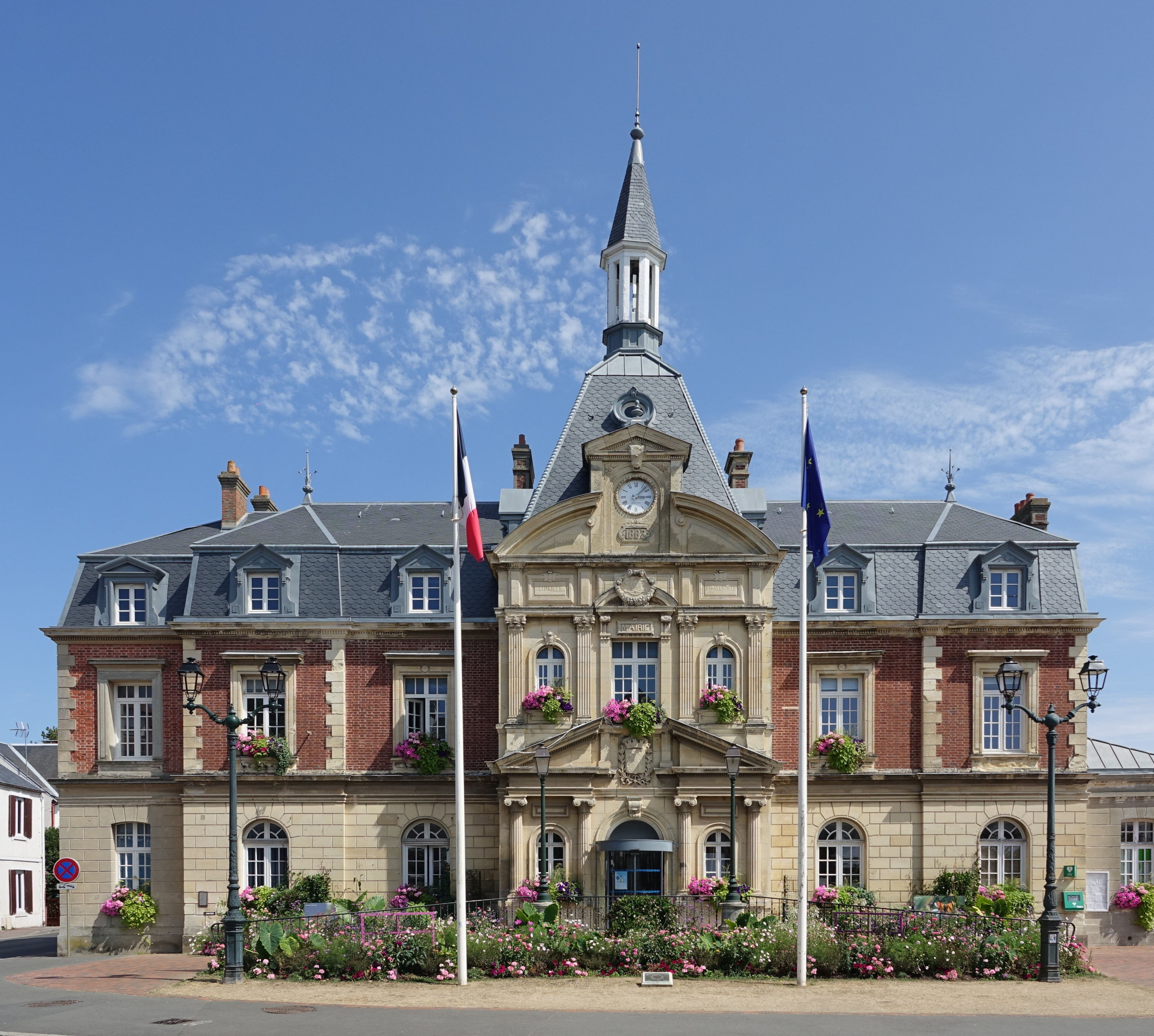
L'hôtel de ville.
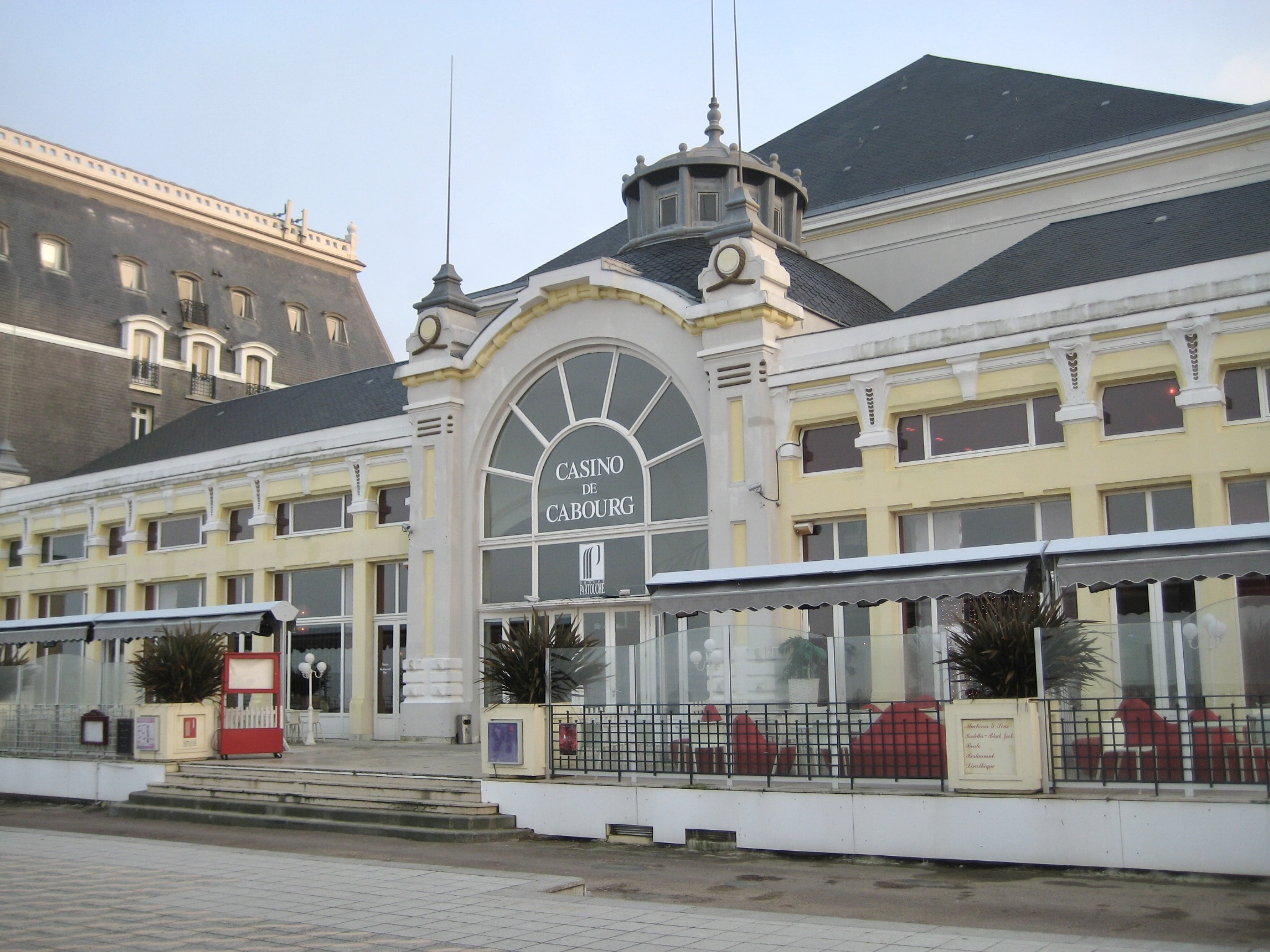
Le Casino.
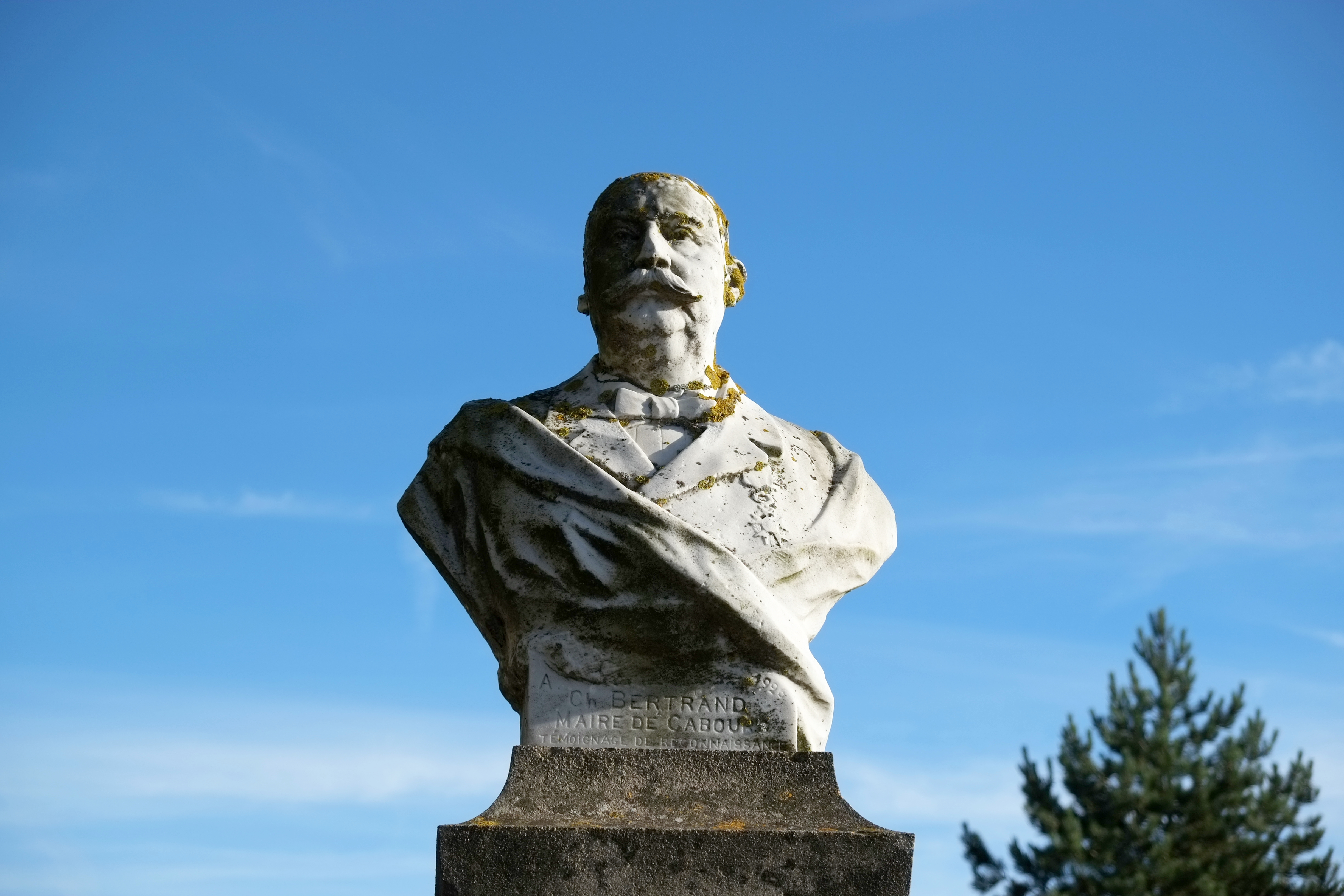
Buste de Charles Bertrand dans les jardins du Casino.
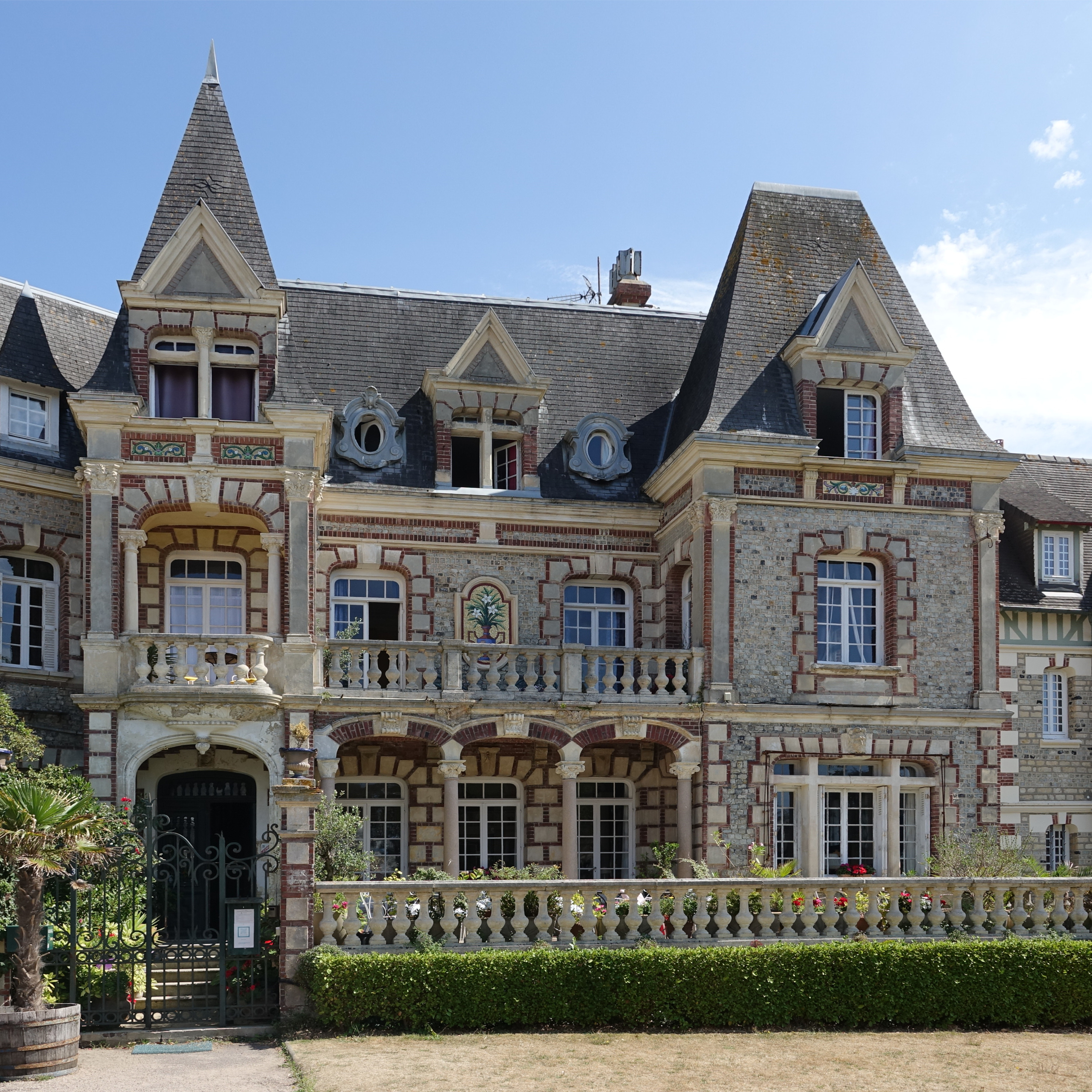
La villa Argentine.

### Cabourg dans les arts et la culture

#### Littérature
Cabourg a servi de modèle à Marcel Proust pour la station balnéaire de Balbec, qui sert de cadre à une partie de À l'ombre des jeunes filles en fleurs, deuxième roman de À la recherche du temps perdu. L'écrivain a résidé plusieurs années au Grand-Hôtel, de 1907 à 1914.
Depuis 2001, le Cercle littéraire proustien de Cabourg-Balbec décerne tous les deux ans le prix de la Madeleine d'or à une œuvre en français permettant la promotion ou l'étude de l'œuvre de Marcel Proust.
Depuis 2021, Cabourg organise le festival littéraire « Des mots à la mer » au mois d'octobre, célébrant la littérature généraliste et la littérature jeunesse.

#### À la télévision
En 1989, Cabourg gagne la finale du jeu télévisé Intervilles face à Troyes.

#### Au cinéma
- En 1980, une partie du film La Boum de Claude Pinoteau y est tournée.
- Dans le film Intouchables, la scène finale est tournée au Grand Hôtel.
- Dans le roman La Dentellière (1974), de Pascal Lainé, Pomme et Aimery y font connaissance.
- En 1977, le film du même nom de Claude Goretta a été tourné dans la ville. Isabelle Huppert joue le rôle de Pomme.
- La trilogie Le Cœur des Hommes y a été (en partie) tournée.
- Un épisode de l'émission La Carte au trésor en 2008 y a été partiellement tourné.
- Dans le film Paulette, une scène est tournée sur la plage et au Grand Hôtel.
- Le téléfilm À la recherche du temps perdu y a été tourné (« Balbec », comme dans le roman).
- Le film Thalasso (2019) est censé se dérouler à Cabourg.

### Gastronomie
Les Coques de Cabourg sont une spécialité chocolatière (appellation réglementaire : bonbons de chocolats fourrés pralinés) approuvée par la ville de Cabourg depuis 2017. Inspirées des coquillages appelés communément « coques » et scientifiquement « Cerastoderma edule » qui se ramassent sur les plages normandes, les Coques de Cabourg existent en trois saveurs, fleur de sel, caramel, et teurgoule, une spécialité normande de riz-au-lait à la cannelle cuite au four.

### Personnalités liées à la commune
- Adolphe d'Ennery (1811-1899), dramaturge, maire de la ville, propriétaire de la villa l'Albatros.
- Louis Artus (1870-1960), auteur dramatique, vaudevilliste, romancier et critique. Ami de Proust[68], une avenue de Cabourg porte son nom.

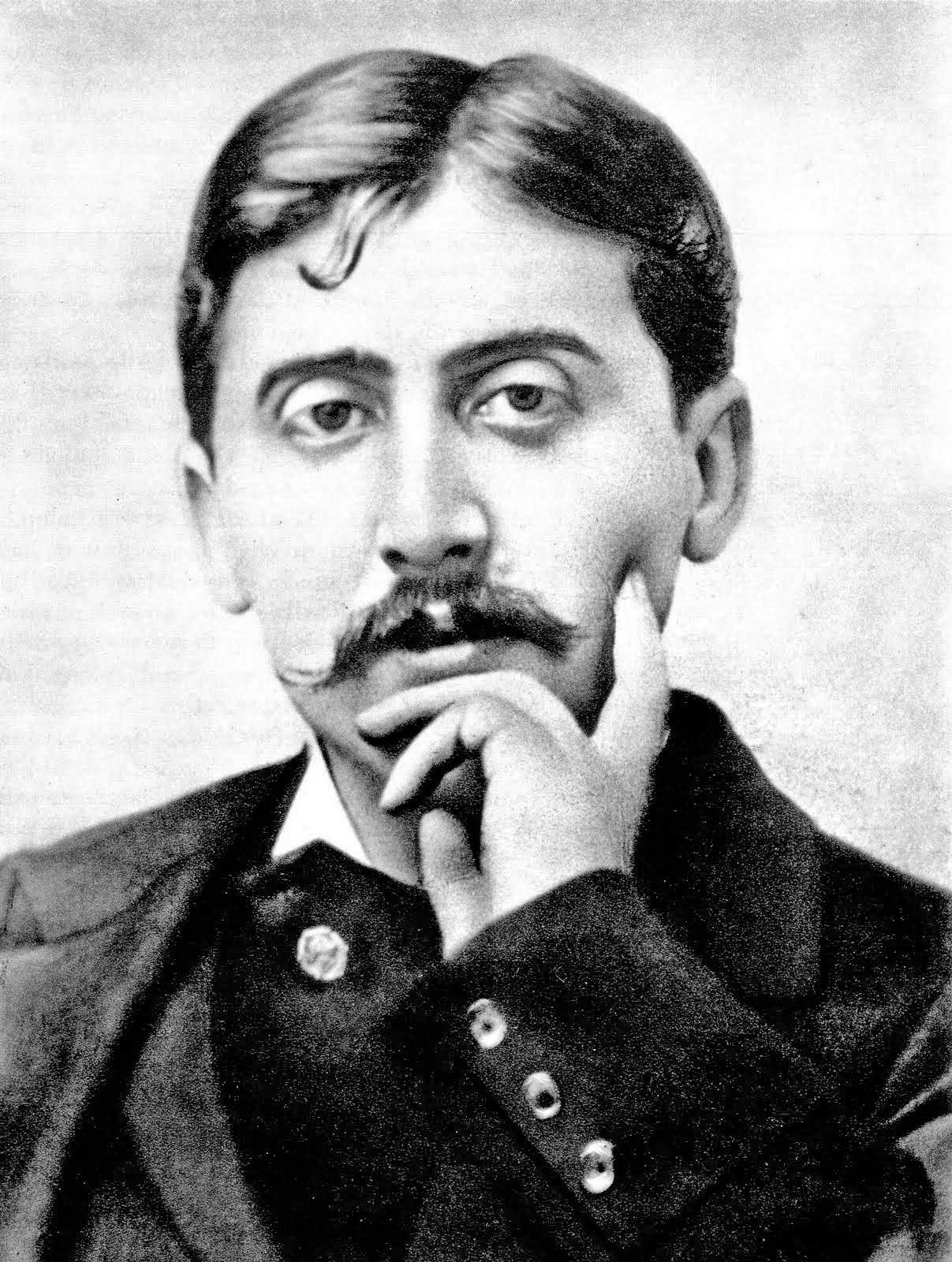
Marcel Proust, habitué du Grand-Hôtel de Cabourg.

- Pierre Ucciani (1851-1939), artiste peintre corse, séjourne à Cabourg de 1907 à 1934, dans sa villa Mary's cottage, rue des Platanes. Il repose aux côtés de sa seconde épouse au cimetière de Cabourg[69].
- Charles-Gaston Levadé (1869-1948), compositeur de musique, 1er Grand Prix de Rome (1899). Il séjourna à Cabourg (une avenue porte son nom), de 1919 à son décès, à la Villa Médicis, de son beau-père Maxime Faivre (1856-1941), peintre, élève de Gérôme.
- René-Xavier Prinet (1861-1946), peintre, propriétaire de la villa Double Six sur la promenade Marcel Proust.
- Marcel Proust (1871-1922), séjourne au Grand Hôtel chaque été de 1907 à 1914.
- Bruno Coquatrix (1910-1979), ancien maire et fondateur de l'Olympia.
- André Lenormand (né à Cabourg en 1913-1984), homme politique, député du Calvados (1946-1958) et maire de Dives-sur-Mer (1953-1983).
- Michel Patrix (1917-1973), artiste peintre de l'École de Paris, est né à Cabourg.
- Jean-Pierre Andréani (né à Cabourg en 1940), comédien.
- Jean-François Dubos (né en 1945 à Cabourg[70]), dirigeant, président du directoire de Vivendi.
- Jean-Louis Ezine (né en 1948 à Cabourg), écrivain.
- Gonzague Saint Bris (1948-2017), écrivain et journaliste français.
- Corinne Lepage, ancien adjointe au maire (1989-2001), ancien ministre de l'environnement d'Alain Juppé (1995-1997), présidente fondatrice du mouvement écologiste Cap21, et du Mouvement démocrate, dont elle fut la tête de liste aux élections municipales de mars 2008, dans le 12e arrondissement à Paris.
- Sandrine Bonnaire et son mari Guillaume Laurant qui ont été mariés à Cabourg et sont aujourd'hui les parrains du Festival du film - Journées romantiques et européennes de Cabourg.
- Isabelle Beauruelle, (1968-2018), championne de France de judo, est inhumée au cimetière municipal[71].
- Jacques Richomme (1930-2018), ancien député du Calvados et maire de Troarn, qui a vécu les dernières années de sa vie et est mort à Cabourg.

### Héraldique, logo et devise
| Blason de Cabourg | Blason  | Parti : au 1er de gueules au bateau de sable habillé d'argent et flammé de tricolore voguant de face sur une mer d'azur, au 2e à l'estuaire de la Dives au naturel, formé d'un littoral d'or mouvant du flanc senestre et de la pointe, parcouru d'un fleuve sinueux d'azur mouvant de senestre et se jetant en chef dans une mer aussi d'azur, le tout sommé d'un chef d'azur chargé d'un poisson d'argent. |
| Blason de Cabourg | Détails | Le statut officiel du blason reste à déterminer. |

Logo actuel de Cabourg.

Le logo de la commune est reproduit ci-contre.